# Chotek von Chotkow und Wognin

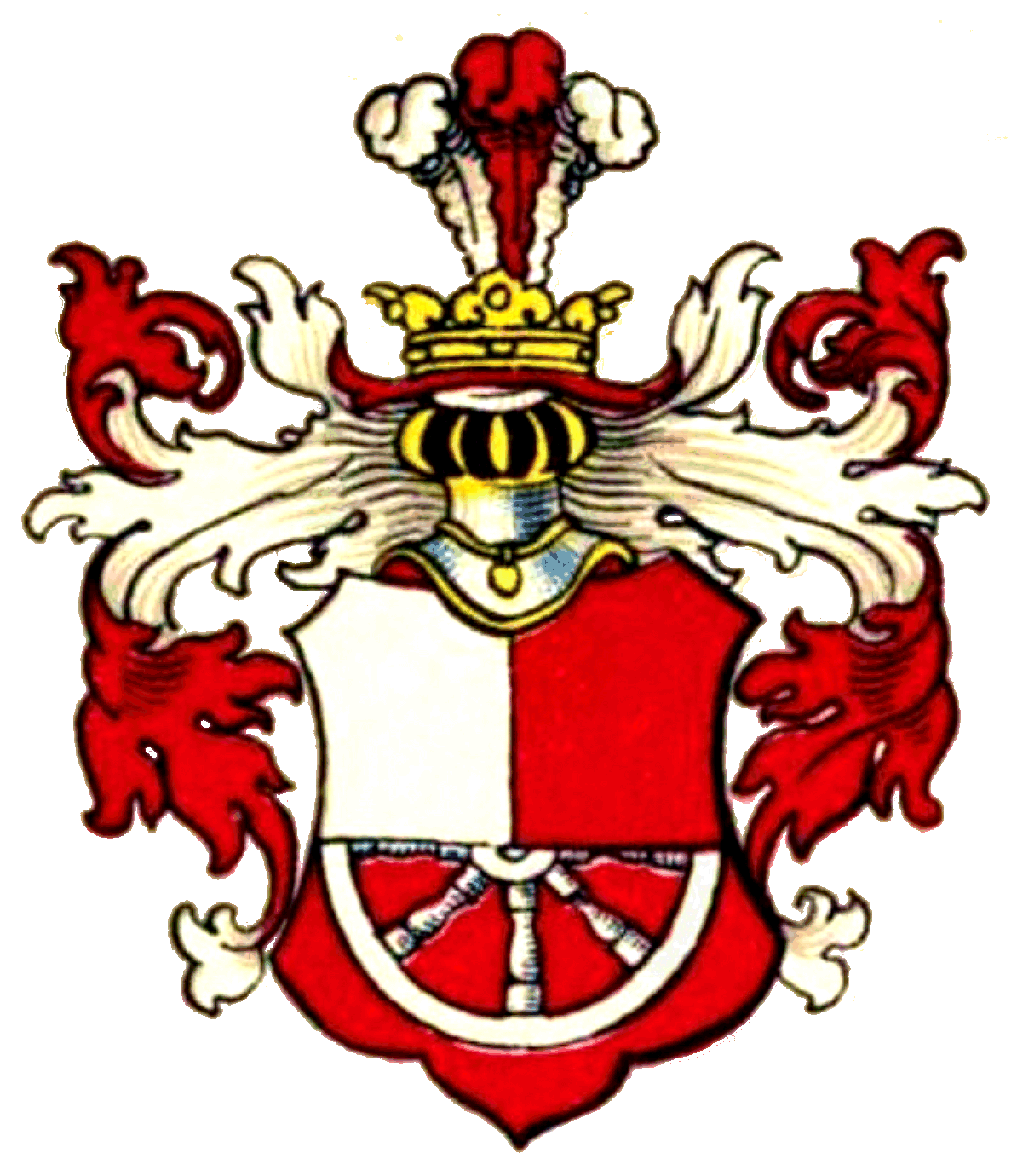
Stammwappen der Chotek de Chotkova

Chotek von Chotkow und Wognin (tschechisch: Chotek z Chotkova a z Wognina), auch Chotek von Chotkowa und Wognin ist der Name eines böhmischen alten Adelsgeschlechts vom Stammsitz Chockov.

## Geschichte
Die Familie Chotek von Chotkow und Wognin war vermutlich ursprünglich in Chockov in Westböhmen ansässig. Das Geschlecht zählt nach dem Genealogen Roman von Procházka zum Uradel des Landes. Die Chotek sind für das Jahr 1181 mit N. de Chotek; 1390 bis 1397 mit Wenzel von Chotkow; 1388 mit Chotek de Broda, Consul zu Prag; 1404 mit Johann de Chotek; 1404 bis 1416 mit Albert Chotek von Choteček und in der zweiten Hälfte des 14. Jahrhunderts mit „dominus Myloslaw, domina Wele, uxor ipsius, et dominus Wenlynus filius ipsorum, patroni ecclesiae in Chotkow“ (Codex theal. 513, Hofbibliothek Wien) nachweisbar. Das zweite namensgebende Prädikat „Wognin“ (Vojnín) stammt von einer Ansässigkeit in Vojnův Městec (Münchsberg) im Czaslauer Kreis in Ostböhmen.
Die ununterbrochene Stammreihe beginnt 1400 mit Otto Chotek von Czoczkowa auf Liblin in Westböhmen. Im Jahre 1625 erfolgte eine Wappenvereinigung mit den erloschenen Charwat von Bärnstein (Barnstejn) durch Heirat mit deren Erbtochter Elisabeth. Die Aufnahme in den böhmischen alten Herrenstand erfolgte für Wenzel Chotek von Chotkow als Freiherr von Chotkowa und Wognin am 6. Februar 1702 in Wien. Derselbe wurde am 13. Mai 1723 in Laxenburg in den böhmischen Grafenstand und am 4. Oktober 1745 in Frankfurt am Main mit Wappenbesserung in den Reichsgrafenstand erhoben. Mit Datum vom 31. Oktober 1760 wurden die Chotek Magnaten von Ungarn.
Eine durch Karl Chotek von Chotkow begründete Linie hatte ihren Sitz im nordböhmischen Großpriesen an der Elbe.
Durch testamentarische Verfügung des 1921 kinderlos verstorbenen Rudolf Graf Chotek von Chotkowa und Wognin erfolgte eine Namensvereinigung mit der Familie Pallavicini für den mütterlicherseits von den Chotek abstammenden Alexander Markgraf Pallavicini. Das Geschlecht ist in männlicher Linie 1921, in weiblicher 1970 erloschen.

## Wappen

### Stammwappen
Blasonierung: Das Stammwappen ist geteilt; oben: gespalten von Silber und Rot; unten: in Rot ein halbes, an die Teilungslinie anschließendes unterhalbes silbernes Wagenrad (ursprünglich in Rot mit silbernem Freiviertel ein unterhalbes silbernes Wagenrad). Auf dem Helm mit rot-silbernen Decken drei (silbern-rot-silberne) Straußenfedern.

### Grafenwappen aus dem Jahr 1745

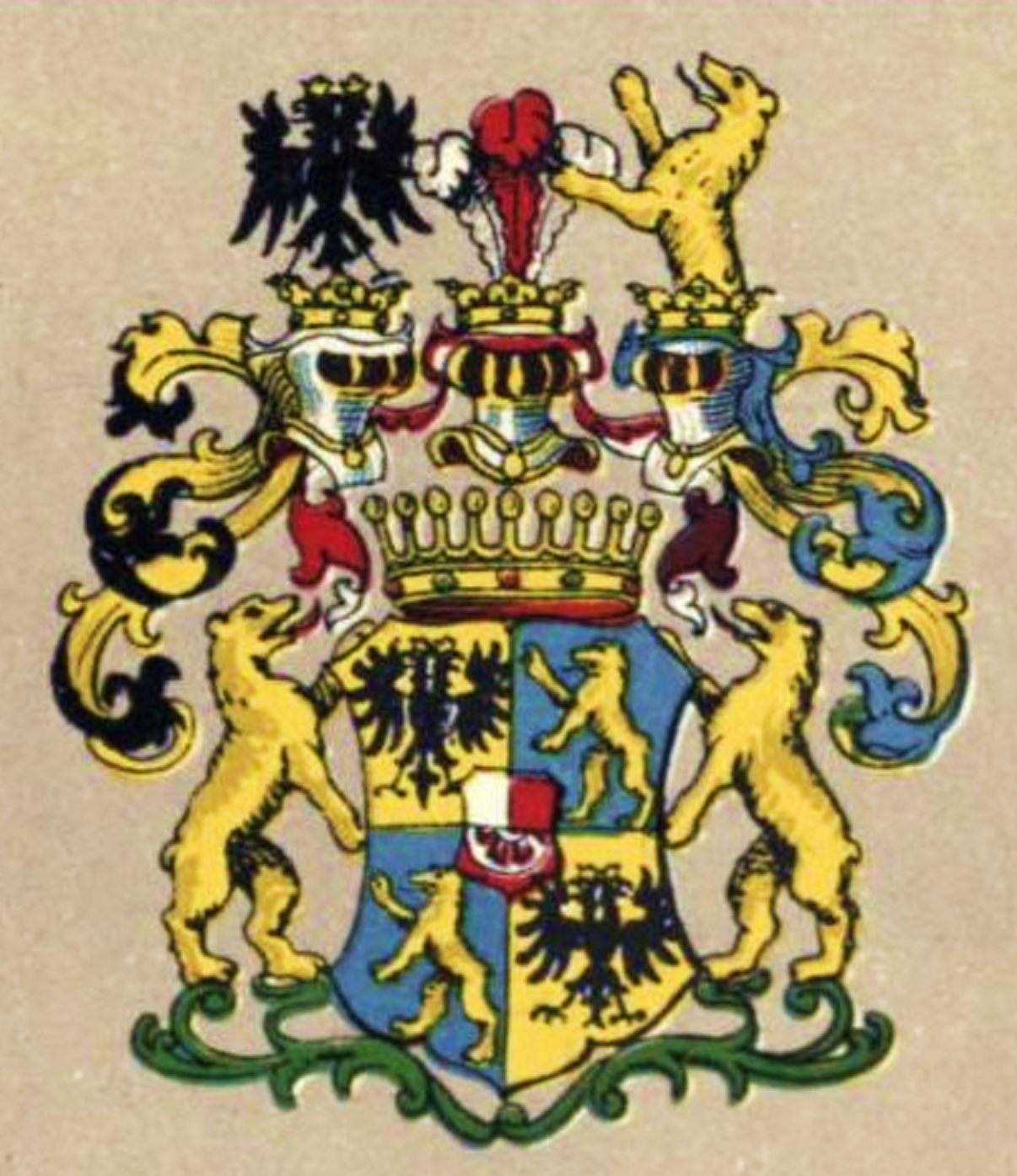
Wappen der Reichsgrafen Chotek von Chotkowa und Wognin
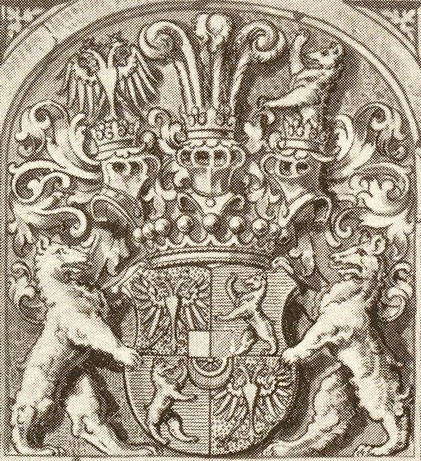
Wappen der Reichsgrafen Chotek von Chotkowa und Wognin (s/w)
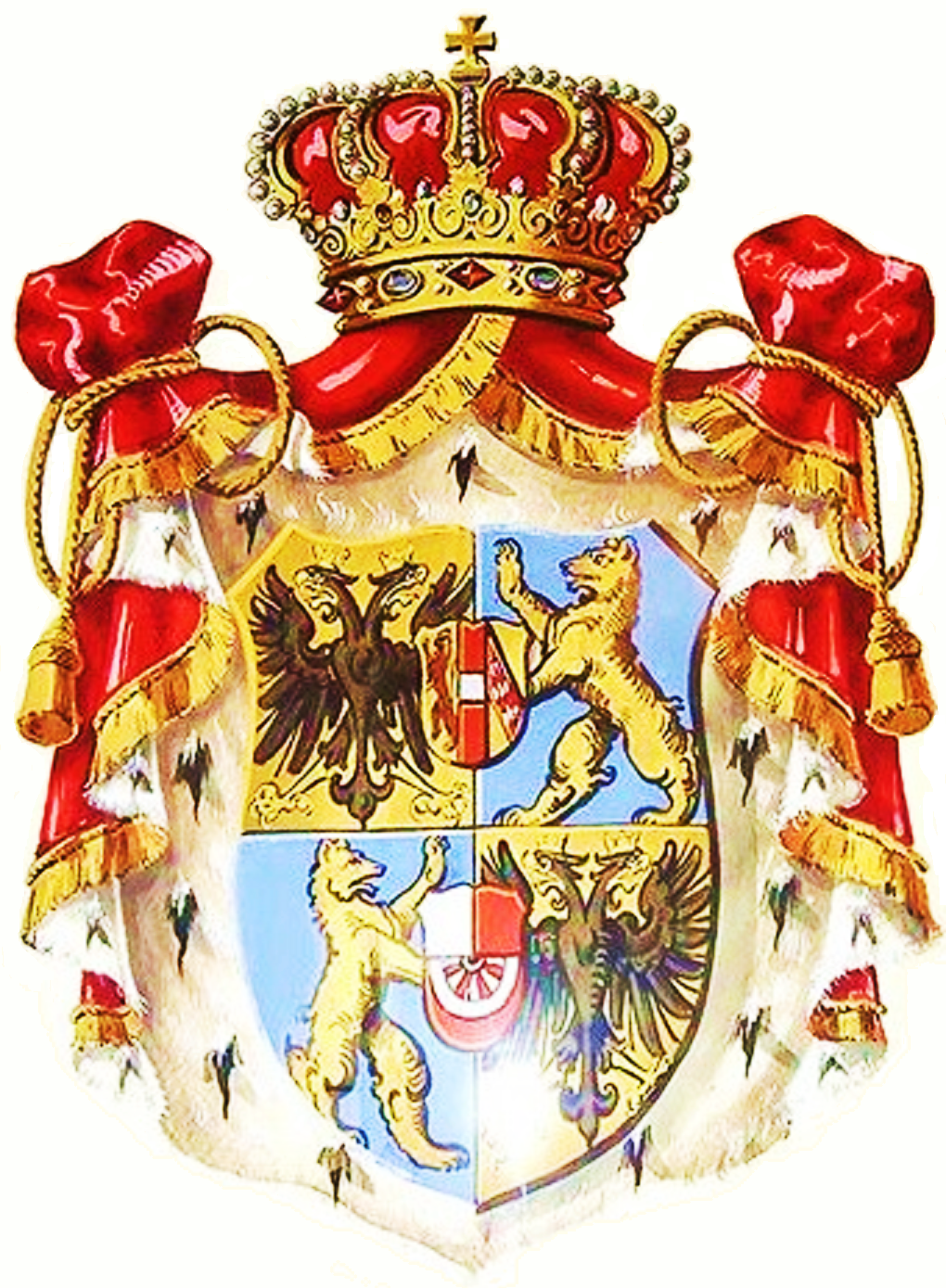
Persönliches Wappen der Gräfin Sophie Chotek, Herzogin von Hohenberg

Blasonierung: Der Hauptschild des Grafenwappens ist geviert: Feld 1 und 4 zeigt in Gold einen schwarzen, auf jedem Kopf gekrönten Doppeladler (kaiserliches Gnadenzeichen), Feld 2 und 3 zeigt in Blau einen einwärtsgerichteten goldenen Bären (Charwat von Bärnstein), der aufgelegte Herzschild mit dem Stammwappen ist geteilt; oben: gespalten von Silber und Rot; unten: in Rot ein halbes, an die Teilungslinie anschließendes unterhalbes silbernes Wagenrad. Auf dem Hauptschild drei gekrönte Helme: Helm 1 (Mitte): eine rote Straußenfeder zwischen zwei silbernen (Stammkleinod; es gibt auch Darstellungen mit vier Federn: rot-silbern-rot-silbern), Helm 2 (rechts): ein schwarzer, auf jedem Kopf gekrönter Doppeladler (kaiserliches Gnadenzeichen), Helm 3 (links): ein wachsender goldener Bär; die Decken: rechts blau-golden, links rot-silbern. Schildhalter sind zwei goldene Bären.

## Namensträger
- Karl Chotek von Choczkow († 1638), verehelicht mit Elisabeth Charwat von Bärnstein, (wiederverehelicht mit Franz von Arin ab Orino), Erbtochter des Ritter Charwat von Bärnstein auf Bielussicz im Leitmeritzer Kreis in Mittelböhmen und der Anna, geborene Kopidlansky von Kopidlan
- Bohuslaw Chotek von Chotkow (1829–1896), Gesandter der Monarchie Österreich-Ungarn in Petersburg, Brüssel und Dresden, Sohn des Karl Chotek von Chotkow (1783–1868), Gouverneur von Tirol und Vorarlberg und Vater der Sophie Chotek von Chotkowa, Herzogin von Hohenberg (1868–1914)
- Anton Chotek von Chotkow (* 1822 in Innsbruck, † 1893 in Großpriesen (Brezno) in Böhmen), k. k. Gesandter in Sankt Petersburg, Eigentümer des Schlosses Kacina in Ostböhmen, Onkel der Sophie Chotek von Chotkowa Herzogin von Hohenberg
- Ferdinand Maria Chotek von Chotkow (1781–1836), Bischof von Tarnów und Erzbischof von Olmütz
- Johann Karl Chotek von Chotkow (1704–1787), böhmisch-österreichischer Hofkanzler
- Johann Nepomuk von Chotek (1773–1824), königlich böhmischer Gubernialbeamter, Ehrenbürger von Prag
- Johann Rudolph Chotek von Chotkow (1748–1824), österreichischer Finanzminister und Gubernialpräsident in Böhmen
- Karl Chotek von Chotkow (1783–1868), Gouverneur von Tirol und Vorarlberg, Oberstburggraf in Böhmen, Ehrenbürger von Innsbruck und Prag, Großvater der Sophie Chotek von Chotkow Herzogin von Hohenberg
- Oktavia, Gräfin Chotek von Chotkow und Wognin (* 1873 in Prag; † 1946), Tochter von Bohuslaw Chotek von Chotkow und Schwester von Gräfin Sophie Chotek von Chotkowa, verehelicht mit Joachim von Schönburg-Glauchau (1873–1943), Urgroßmutter von Gloria von Thurn und Taxis
- Rudolph Chotek von Chotkow (1706–1771), böhmischer Diplomat und Oberstkanzler
- Rudolf Chotek von Chotkow (1832–1894), Mitglied des österreichischen Herrenhauses
- Hermann Chotek von Chotkow (* 1786, † 1822), k. k. Kammerherr und Oberst, verehelicht mit Henriette Gräfin Brunswick von Korompa
- Rudolf Chotek von Chotkow (* 1822, † 1903), k. u. k. Kammerherr, erbliches Mitglied des ungarischen Magnatenhauses, Sohn von Hermann Chotek von Chotek und Wognin (1786–1822), verehelicht mit einer Gräfin von Khevenhüller-Metsch
- Sophie Chotek von Chotkowa (1868–1914), morganatische Ehefrau  des österreichischen Thronfolgers Franz Ferdinand von Österreich-Este
- Maria Henriette Chotek (* 24. November 1863 in Alsó Korompa / Königreich Ungarn, † 13. Februar 1946 in Dolná Krupá / Tschechoslowakei), Rosenzüchterin
- Maria Isabelle Gräfin Chotek, geborene Gräfin von Rottenhan (Rotenhan) (* 6. Juli 1774 in Prag, † 14. Dezember 1817 ebenda), Graphikerin (Radierungen, Blätter mit Ansichten von Karlsbad in Westböhmen)
- Wenzel Chotek von Chotkow (1674–1754), österreichischer Statthalter im Königreich Böhmen.
- Alexander Pallavicino-Terlago-Chotek von Chotkowa und Wognin (* 4. November 1936 in Wien), Enkel der Gabriele Chotek von Chotkow (* 1868), verehelicht mit Franz Graf von Schönborn

## Teilstammfolgen der Chotek von Chotkow und Wognin
Beginnend mit: Wenzel Ritter Chotek von Choczkow und Wognin (* 1554, † 1612), Kreishauptmann (leitender Verwaltungsbeamter) des Rakonitzer Kreises in (Rakovnik) in Mittelböhmen, königlich böhmischer Steuereinnehmer aus dem Ritterstande, verehelicht mit Elisabeth Tocznik (Totschnik, Tocnik) von Krzimicz (Krimitsch), Tochter des Johann Ritter Tocznik von Krzimicz und der Marianna, geborene Podmokelsky von Prostiborz.
| | | | | | |  |  |                                                                 |                                                                 |                                                                 |                                                                 |                                                                 |                                                                 |  |  | Wenzel Chotek von Chotkow und Wognin (1553–1612)                                              | Wenzel Chotek von Chotkow und Wognin (1553–1612)                                              | Wenzel Chotek von Chotkow und Wognin (1553–1612)                                              | Wenzel Chotek von Chotkow und Wognin (1553–1612)                                              | Wenzel Chotek von Chotkow und Wognin (1553–1612)                                              | Wenzel Chotek von Chotkow und Wognin (1553–1612)                                              |  |  | Elisabeth Tocznik von Křimic                                                                | Elisabeth Tocznik von Křimic                                                                | Elisabeth Tocznik von Křimic                                                                | Elisabeth Tocznik von Křimic                                                                | Elisabeth Tocznik von Křimic                                                                | Elisabeth Tocznik von Křimic                                                                |  |  |                                                                        |                                                                        |                                                                        |                                                                        |                                                                        |                                                                        |  |  |                                                                                                   |                                                                                                   |                                                                                                   |                                                                                                   |                                                                                                   |                                                                                                   |  |  |  |  |  |  |  |  |  |  |  |  |  |  |  |  |  |  |  |  |  |  |  |  |  |  |  |  |  |  |  |  |  |  |  |  |
| | | | | | |  |  |                                                                 |                                                                 |                                                                 |                                                                 |                                                                 |                                                                 |  |  | Wenzel Chotek von Chotkow und Wognin (1553–1612)                                              | Wenzel Chotek von Chotkow und Wognin (1553–1612)                                              | Wenzel Chotek von Chotkow und Wognin (1553–1612)                                              | Wenzel Chotek von Chotkow und Wognin (1553–1612)                                              | Wenzel Chotek von Chotkow und Wognin (1553–1612)                                              | Wenzel Chotek von Chotkow und Wognin (1553–1612)                                              |  |  | Elisabeth Tocznik von Křimic                                                                | Elisabeth Tocznik von Křimic                                                                | Elisabeth Tocznik von Křimic                                                                | Elisabeth Tocznik von Křimic                                                                | Elisabeth Tocznik von Křimic                                                                | Elisabeth Tocznik von Křimic                                                                |  |  |                                                                        |                                                                        |                                                                        |                                                                        |                                                                        |                                                                        |  |  |                                                                                                   |                                                                                                   |                                                                                                   |                                                                                                   |                                                                                                   |                                                                                                   |  |  |  |  |  |  |  |  |  |  |  |  |  |  |  |  |  |  |  |  |  |  |  |  |  |  |  |  |  |  |  |  |  |  |  |  |
| | | | | | |  |  |                                                                 |                                                                 |                                                                 |                                                                 |                                                                 |                                                                 |  |  |                                                                                               |                                                                                               |                                                                                               |                                                                                               |                                                                                               |                                                                                               |  |  |                                                                                             |                                                                                             |                                                                                             |                                                                                             |                                                                                             |                                                                                             |  |  |                                                                        |                                                                        |                                                                        |                                                                        |                                                                        |                                                                        |  |  |                                                                                                   |                                                                                                   |                                                                                                   |                                                                                                   |                                                                                                   |                                                                                                   |  |  |  |  |  |  |  |  |  |  |  |  |  |  |  |  |  |  |  |  |  |  |  |  |  |  |  |  |  |  |  |  |  |  |  |  |
| | | | | | |  |  |                                                                 |                                                                 |                                                                 |                                                                 |                                                                 |                                                                 |  |  |                                                                                               |                                                                                               |                                                                                               |                                                                                               |                                                                                               |                                                                                               |  |  |                                                                                             |                                                                                             |                                                                                             |                                                                                             |                                                                                             |                                                                                             |  |  |                                                                        |                                                                        |                                                                        |                                                                        |                                                                        |                                                                        |  |  |                                                                                                   |                                                                                                   |                                                                                                   |                                                                                                   |                                                                                                   |                                                                                                   |  |  |  |  |  |  |  |  |  |  |  |  |  |  |  |  |  |  |  |  |  |  |  |  |  |  |  |  |  |  |  |  |  |  |  |  |
| | | | | | |  |  | Elisabeth Charwat von Bärnstein                                 | Elisabeth Charwat von Bärnstein                                 | Elisabeth Charwat von Bärnstein                                 | Elisabeth Charwat von Bärnstein                                 | Elisabeth Charwat von Bärnstein                                 | Elisabeth Charwat von Bärnstein                                 |  |  | Karl Chotek von Chotkow und Wognin (?–1638)                                                   | Karl Chotek von Chotkow und Wognin (?–1638)                                                   | Karl Chotek von Chotkow und Wognin (?–1638)                                                   | Karl Chotek von Chotkow und Wognin (?–1638)                                                   | Karl Chotek von Chotkow und Wognin (?–1638)                                                   | Karl Chotek von Chotkow und Wognin (?–1638)                                                   |  |  |                                                                                             |                                                                                             |                                                                                             |                                                                                             |                                                                                             |                                                                                             |  |  | Georg Chotek von Chotkow und Wognin (?–1620)                           | Georg Chotek von Chotkow und Wognin (?–1620)                           | Georg Chotek von Chotkow und Wognin (?–1620)                           | Georg Chotek von Chotkow und Wognin (?–1620)                           | Georg Chotek von Chotkow und Wognin (?–1620)                           | Georg Chotek von Chotkow und Wognin (?–1620)                           |  |  | ?                                                                                                 | ?                                                                                                 | ?                                                                                                 | ?                                                                                                 | ?                                                                                                 | ?                                                                                                 |  |  |  |  |  |  |  |  |  |  |  |  |  |  |  |  |  |  |  |  |  |  |  |  |  |  |  |  |  |  |  |  |  |  |  |  |
| | | | | | |  |  | Elisabeth Charwat von Bärnstein                                 | Elisabeth Charwat von Bärnstein                                 | Elisabeth Charwat von Bärnstein                                 | Elisabeth Charwat von Bärnstein                                 | Elisabeth Charwat von Bärnstein                                 | Elisabeth Charwat von Bärnstein                                 |  |  | Karl Chotek von Chotkow und Wognin (?–1638)                                                   | Karl Chotek von Chotkow und Wognin (?–1638)                                                   | Karl Chotek von Chotkow und Wognin (?–1638)                                                   | Karl Chotek von Chotkow und Wognin (?–1638)                                                   | Karl Chotek von Chotkow und Wognin (?–1638)                                                   | Karl Chotek von Chotkow und Wognin (?–1638)                                                   |  |  |                                                                                             |                                                                                             |                                                                                             |                                                                                             |                                                                                             |                                                                                             |  |  | Georg Chotek von Chotkow und Wognin (?–1620)                           | Georg Chotek von Chotkow und Wognin (?–1620)                           | Georg Chotek von Chotkow und Wognin (?–1620)                           | Georg Chotek von Chotkow und Wognin (?–1620)                           | Georg Chotek von Chotkow und Wognin (?–1620)                           | Georg Chotek von Chotkow und Wognin (?–1620)                           |  |  | ?                                                                                                 | ?                                                                                                 | ?                                                                                                 | ?                                                                                                 | ?                                                                                                 | ?                                                                                                 |  |  |  |  |  |  |  |  |  |  |  |  |  |  |  |  |  |  |  |  |  |  |  |  |  |  |  |  |  |  |  |  |  |  |  |  |
| | | | | | |  |  |                                                                 |                                                                 |                                                                 |                                                                 |                                                                 |                                                                 |  |  |                                                                                               |                                                                                               |                                                                                               |                                                                                               |                                                                                               |                                                                                               |  |  |                                                                                             |                                                                                             |                                                                                             |                                                                                             |                                                                                             |                                                                                             |  |  |                                                                        |                                                                        |                                                                        |                                                                        |                                                                        |                                                                        |  |  |                                                                                                   |                                                                                                   |                                                                                                   |                                                                                                   |                                                                                                   |                                                                                                   |  |  |  |  |  |  |  |  |  |  |  |  |  |  |  |  |  |  |  |  |  |  |  |  |  |  |  |  |  |  |  |  |  |  |  |  |
| | | | | | |  |  |                                                                 |                                                                 |                                                                 |                                                                 |                                                                 |                                                                 |  |  |                                                                                               |                                                                                               |                                                                                               |                                                                                               |                                                                                               |                                                                                               |  |  |                                                                                             |                                                                                             |                                                                                             |                                                                                             |                                                                                             |                                                                                             |  |  |                                                                        |                                                                        |                                                                        |                                                                        |                                                                        |                                                                        |  |  |                                                                                                   |                                                                                                   |                                                                                                   |                                                                                                   |                                                                                                   |                                                                                                   |  |  |  |  |  |  |  |  |  |  |  |  |  |  |  |  |  |  |  |  |  |  |  |  |  |  |  |  |  |  |  |  |  |  |  |  |
| Johann Wenzel Chotek von Chotkow und Wognin (vor 1627–1638)                                                                 | Johann Wenzel Chotek von Chotkow und Wognin (vor 1627–1638)                                                                 | Johann Wenzel Chotek von Chotkow und Wognin (vor 1627–1638)                                                                 | Johann Wenzel Chotek von Chotkow und Wognin (vor 1627–1638)                                                                 | Johann Wenzel Chotek von Chotkow und Wognin (vor 1627–1638)                                                                 | Johann Wenzel Chotek von Chotkow und Wognin (vor 1627–1638)                                                                 |  |  | Georg Rudolf Chotek von Chotkow und Wognin (1628–1673)          | Georg Rudolf Chotek von Chotkow und Wognin (1628–1673)          | Georg Rudolf Chotek von Chotkow und Wognin (1628–1673)          | Georg Rudolf Chotek von Chotkow und Wognin (1628–1673)          | Georg Rudolf Chotek von Chotkow und Wognin (1628–1673)          | Georg Rudolf Chotek von Chotkow und Wognin (1628–1673)          |  |  | i. Polyxena Dorota Eleonora Feldhofer von Feldhoffen                                          | i. Polyxena Dorota Eleonora Feldhofer von Feldhoffen                                          | i. Polyxena Dorota Eleonora Feldhofer von Feldhoffen                                          | i. Polyxena Dorota Eleonora Feldhofer von Feldhoffen                                          | i. Polyxena Dorota Eleonora Feldhofer von Feldhoffen                                          | i. Polyxena Dorota Eleonora Feldhofer von Feldhoffen                                          |  |  | Wilhelm Chotek von Chotkow und Wognin (1628–1674)                                           | Wilhelm Chotek von Chotkow und Wognin (1628–1674)                                           | Wilhelm Chotek von Chotkow und Wognin (1628–1674)                                           | Wilhelm Chotek von Chotkow und Wognin (1628–1674)                                           | Wilhelm Chotek von Chotkow und Wognin (1628–1674)                                           | Wilhelm Chotek von Chotkow und Wognin (1628–1674)                                           |  |  | ii. Johanna Sabina Proy von Gaiselsberg und Findtelstein               | ii. Johanna Sabina Proy von Gaiselsberg und Findtelstein               | ii. Johanna Sabina Proy von Gaiselsberg und Findtelstein               | ii. Johanna Sabina Proy von Gaiselsberg und Findtelstein               | ii. Johanna Sabina Proy von Gaiselsberg und Findtelstein               | ii. Johanna Sabina Proy von Gaiselsberg und Findtelstein               |  |  | Adam Georg Chotek von Chotkow und Wognin (?-nach 1632)                                            | Adam Georg Chotek von Chotkow und Wognin (?-nach 1632)                                            | Adam Georg Chotek von Chotkow und Wognin (?-nach 1632)                                            | Adam Georg Chotek von Chotkow und Wognin (?-nach 1632)                                            | Adam Georg Chotek von Chotkow und Wognin (?-nach 1632)                                            | Adam Georg Chotek von Chotkow und Wognin (?-nach 1632)                                            |  |  |  |  |  |  |  |  |  |  |  |  |  |  |  |  |  |  |  |  |  |  |  |  |  |  |  |  |  |  |  |  |  |  |  |  |
| Johann Wenzel Chotek von Chotkow und Wognin (vor 1627–1638)                                                                 | Johann Wenzel Chotek von Chotkow und Wognin (vor 1627–1638)                                                                 | Johann Wenzel Chotek von Chotkow und Wognin (vor 1627–1638)                                                                 | Johann Wenzel Chotek von Chotkow und Wognin (vor 1627–1638)                                                                 | Johann Wenzel Chotek von Chotkow und Wognin (vor 1627–1638)                                                                 | Johann Wenzel Chotek von Chotkow und Wognin (vor 1627–1638)                                                                 |  |  | Georg Rudolf Chotek von Chotkow und Wognin (1628–1673)          | Georg Rudolf Chotek von Chotkow und Wognin (1628–1673)          | Georg Rudolf Chotek von Chotkow und Wognin (1628–1673)          | Georg Rudolf Chotek von Chotkow und Wognin (1628–1673)          | Georg Rudolf Chotek von Chotkow und Wognin (1628–1673)          | Georg Rudolf Chotek von Chotkow und Wognin (1628–1673)          |  |  | i. Polyxena Dorota Eleonora Feldhofer von Feldhoffen                                          | i. Polyxena Dorota Eleonora Feldhofer von Feldhoffen                                          | i. Polyxena Dorota Eleonora Feldhofer von Feldhoffen                                          | i. Polyxena Dorota Eleonora Feldhofer von Feldhoffen                                          | i. Polyxena Dorota Eleonora Feldhofer von Feldhoffen                                          | i. Polyxena Dorota Eleonora Feldhofer von Feldhoffen                                          |  |  | Wilhelm Chotek von Chotkow und Wognin (1628–1674)                                           | Wilhelm Chotek von Chotkow und Wognin (1628–1674)                                           | Wilhelm Chotek von Chotkow und Wognin (1628–1674)                                           | Wilhelm Chotek von Chotkow und Wognin (1628–1674)                                           | Wilhelm Chotek von Chotkow und Wognin (1628–1674)                                           | Wilhelm Chotek von Chotkow und Wognin (1628–1674)                                           |  |  | ii. Johanna Sabina Proy von Gaiselsberg und Findtelstein               | ii. Johanna Sabina Proy von Gaiselsberg und Findtelstein               | ii. Johanna Sabina Proy von Gaiselsberg und Findtelstein               | ii. Johanna Sabina Proy von Gaiselsberg und Findtelstein               | ii. Johanna Sabina Proy von Gaiselsberg und Findtelstein               | ii. Johanna Sabina Proy von Gaiselsberg und Findtelstein               |  |  | Adam Georg Chotek von Chotkow und Wognin (?-nach 1632)                                            | Adam Georg Chotek von Chotkow und Wognin (?-nach 1632)                                            | Adam Georg Chotek von Chotkow und Wognin (?-nach 1632)                                            | Adam Georg Chotek von Chotkow und Wognin (?-nach 1632)                                            | Adam Georg Chotek von Chotkow und Wognin (?-nach 1632)                                            | Adam Georg Chotek von Chotkow und Wognin (?-nach 1632)                                            |  |  |  |  |  |  |  |  |  |  |  |  |  |  |  |  |  |  |  |  |  |  |  |  |  |  |  |  |  |  |  |  |  |  |  |  |
| | | | | | |  |  |                                                                 |                                                                 |                                                                 |                                                                 |                                                                 |                                                                 |  |  |                                                                                               |                                                                                               |                                                                                               |                                                                                               |                                                                                               |                                                                                               |  |  |                                                                                             |                                                                                             |                                                                                             |                                                                                             |                                                                                             |                                                                                             |  |  |                                                                        |                                                                        |                                                                        |                                                                        |                                                                        |                                                                        |  |  |                                                                                                   |                                                                                                   |                                                                                                   |                                                                                                   |                                                                                                   |                                                                                                   |  |  |  |  |  |  |  |  |  |  |  |  |  |  |  |  |  |  |  |  |  |  |  |  |  |  |  |  |  |  |  |  |  |  |  |  |
| | | | | | |  |  |                                                                 |                                                                 |                                                                 |                                                                 |                                                                 |                                                                 |  |  |                                                                                               |                                                                                               |                                                                                               |                                                                                               |                                                                                               |                                                                                               |  |  |                                                                                             |                                                                                             |                                                                                             |                                                                                             |                                                                                             |                                                                                             |  |  |                                                                        |                                                                        |                                                                        |                                                                        |                                                                        |                                                                        |  |  |                                                                                                   |                                                                                                   |                                                                                                   |                                                                                                   |                                                                                                   |                                                                                                   |  |  |  |  |  |  |  |  |  |  |  |  |  |  |  |  |  |  |  |  |  |  |  |  |  |  |  |  |  |  |  |  |  |  |  |  |
| Ignaz Rudolf Chotek von Chotkow und Wognin (?-nach 1683)                                                                    | Ignaz Rudolf Chotek von Chotkow und Wognin (?-nach 1683)                                                                    | Ignaz Rudolf Chotek von Chotkow und Wognin (?-nach 1683)                                                                    | Ignaz Rudolf Chotek von Chotkow und Wognin (?-nach 1683)                                                                    | Ignaz Rudolf Chotek von Chotkow und Wognin (?-nach 1683)                                                                    | Ignaz Rudolf Chotek von Chotkow und Wognin (?-nach 1683)                                                                    |  |  | Elisabeth Polyxena Chotkowa von Chotkow und Wognin (1670–1714)  | Elisabeth Polyxena Chotkowa von Chotkow und Wognin (1670–1714)  | Elisabeth Polyxena Chotkowa von Chotkow und Wognin (1670–1714)  | Elisabeth Polyxena Chotkowa von Chotkow und Wognin (1670–1714)  | Elisabeth Polyxena Chotkowa von Chotkow und Wognin (1670–1714)  | Elisabeth Polyxena Chotkowa von Chotkow und Wognin (1670–1714)  |  |  | Johann Wenzel Ignaz Cukr von Talmfeld                                                         | Johann Wenzel Ignaz Cukr von Talmfeld                                                         | Johann Wenzel Ignaz Cukr von Talmfeld                                                         | Johann Wenzel Ignaz Cukr von Talmfeld                                                         | Johann Wenzel Ignaz Cukr von Talmfeld                                                         | Johann Wenzel Ignaz Cukr von Talmfeld                                                         |  |  | Wenzel Anton Chotek von Chotkow und Wognin (1674–1754)                                      | Wenzel Anton Chotek von Chotkow und Wognin (1674–1754)                                      | Wenzel Anton Chotek von Chotkow und Wognin (1674–1754)                                      | Wenzel Anton Chotek von Chotkow und Wognin (1674–1754)                                      | Wenzel Anton Chotek von Chotkow und Wognin (1674–1754)                                      | Wenzel Anton Chotek von Chotkow und Wognin (1674–1754)                                      |  |  | Maria Theresia Ludmilla Scheidler von Scheidlern                       | Maria Theresia Ludmilla Scheidler von Scheidlern                       | Maria Theresia Ludmilla Scheidler von Scheidlern                       | Maria Theresia Ludmilla Scheidler von Scheidlern                       | Maria Theresia Ludmilla Scheidler von Scheidlern                       | Maria Theresia Ludmilla Scheidler von Scheidlern                       |  |  |                                                                                                   |                                                                                                   |                                                                                                   |                                                                                                   |                                                                                                   |                                                                                                   |  |  |  |  |  |  |  |  |  |  |  |  |  |  |  |  |  |  |  |  |  |  |  |  |  |  |  |  |  |  |  |  |  |  |  |  |
| Ignaz Rudolf Chotek von Chotkow und Wognin (?-nach 1683)                                                                    | Ignaz Rudolf Chotek von Chotkow und Wognin (?-nach 1683)                                                                    | Ignaz Rudolf Chotek von Chotkow und Wognin (?-nach 1683)                                                                    | Ignaz Rudolf Chotek von Chotkow und Wognin (?-nach 1683)                                                                    | Ignaz Rudolf Chotek von Chotkow und Wognin (?-nach 1683)                                                                    | Ignaz Rudolf Chotek von Chotkow und Wognin (?-nach 1683)                                                                    |  |  | Elisabeth Polyxena Chotkowa von Chotkow und Wognin (1670–1714)  | Elisabeth Polyxena Chotkowa von Chotkow und Wognin (1670–1714)  | Elisabeth Polyxena Chotkowa von Chotkow und Wognin (1670–1714)  | Elisabeth Polyxena Chotkowa von Chotkow und Wognin (1670–1714)  | Elisabeth Polyxena Chotkowa von Chotkow und Wognin (1670–1714)  | Elisabeth Polyxena Chotkowa von Chotkow und Wognin (1670–1714)  |  |  | Johann Wenzel Ignaz Cukr von Talmfeld                                                         | Johann Wenzel Ignaz Cukr von Talmfeld                                                         | Johann Wenzel Ignaz Cukr von Talmfeld                                                         | Johann Wenzel Ignaz Cukr von Talmfeld                                                         | Johann Wenzel Ignaz Cukr von Talmfeld                                                         | Johann Wenzel Ignaz Cukr von Talmfeld                                                         |  |  | Wenzel Anton Chotek von Chotkow und Wognin (1674–1754)                                      | Wenzel Anton Chotek von Chotkow und Wognin (1674–1754)                                      | Wenzel Anton Chotek von Chotkow und Wognin (1674–1754)                                      | Wenzel Anton Chotek von Chotkow und Wognin (1674–1754)                                      | Wenzel Anton Chotek von Chotkow und Wognin (1674–1754)                                      | Wenzel Anton Chotek von Chotkow und Wognin (1674–1754)                                      |  |  | Maria Theresia Ludmilla Scheidler von Scheidlern                       | Maria Theresia Ludmilla Scheidler von Scheidlern                       | Maria Theresia Ludmilla Scheidler von Scheidlern                       | Maria Theresia Ludmilla Scheidler von Scheidlern                       | Maria Theresia Ludmilla Scheidler von Scheidlern                       | Maria Theresia Ludmilla Scheidler von Scheidlern                       |  |  |                                                                                                   |                                                                                                   |                                                                                                   |                                                                                                   |                                                                                                   |                                                                                                   |  |  |  |  |  |  |  |  |  |  |  |  |  |  |  |  |  |  |  |  |  |  |  |  |  |  |  |  |  |  |  |  |  |  |  |  |
| | | | | | |  |  |                                                                 |                                                                 |                                                                 |                                                                 |                                                                 |                                                                 |  |  |                                                                                               |                                                                                               |                                                                                               |                                                                                               |                                                                                               |                                                                                               |  |  |                                                                                             |                                                                                             |                                                                                             |                                                                                             |                                                                                             |                                                                                             |  |  |                                                                        |                                                                        |                                                                        |                                                                        |                                                                        |                                                                        |  |  |                                                                                                   |                                                                                                   |                                                                                                   |                                                                                                   |                                                                                                   |                                                                                                   |  |  |  |  |  |  |  |  |  |  |  |  |  |  |  |  |  |  |  |  |  |  |  |  |  |  |  |  |  |  |  |  |  |  |  |  |
| | | | | | |  |  |                                                                 |                                                                 |                                                                 |                                                                 |                                                                 |                                                                 |  |  |                                                                                               |                                                                                               |                                                                                               |                                                                                               |                                                                                               |                                                                                               |  |  |                                                                                             |                                                                                             |                                                                                             |                                                                                             |                                                                                             |                                                                                             |  |  |                                                                        |                                                                        |                                                                        |                                                                        |                                                                        |                                                                        |  |  |                                                                                                   |                                                                                                   |                                                                                                   |                                                                                                   |                                                                                                   |                                                                                                   |  |  |  |  |  |  |  |  |  |  |  |  |  |  |  |  |  |  |  |  |  |  |  |  |  |  |  |  |  |  |  |  |  |  |  |  |
| | | | | | |  |  | Wenzel Chotek von Chotkow und Wognin (1703–1725)                | Wenzel Chotek von Chotkow und Wognin (1703–1725)                | Wenzel Chotek von Chotkow und Wognin (1703–1725)                | Wenzel Chotek von Chotkow und Wognin (1703–1725)                | Wenzel Chotek von Chotkow und Wognin (1703–1725)                | Wenzel Chotek von Chotkow und Wognin (1703–1725)                |  |  | Johann Karl Chotek von Chotkow und Wognin (1704–1787)                                         | Johann Karl Chotek von Chotkow und Wognin (1704–1787)                                         | Johann Karl Chotek von Chotkow und Wognin (1704–1787)                                         | Johann Karl Chotek von Chotkow und Wognin (1704–1787)                                         | Johann Karl Chotek von Chotkow und Wognin (1704–1787)                                         | Johann Karl Chotek von Chotkow und Wognin (1704–1787)                                         |  |  | Anna Marie Terezie Josefa Kottulinská von Kotulín                                           | Anna Marie Terezie Josefa Kottulinská von Kotulín                                           | Anna Marie Terezie Josefa Kottulinská von Kotulín                                           | Anna Marie Terezie Josefa Kottulinská von Kotulín                                           | Anna Marie Terezie Josefa Kottulinská von Kotulín                                           | Anna Marie Terezie Josefa Kottulinská von Kotulín                                           |  |  | Rudolf Chotek von Chotkow und Wognin (1707–1771)                       | Rudolf Chotek von Chotkow und Wognin (1707–1771)                       | Rudolf Chotek von Chotkow und Wognin (1707–1771)                       | Rudolf Chotek von Chotkow und Wognin (1707–1771)                       | Rudolf Chotek von Chotkow und Wognin (1707–1771)                       | Rudolf Chotek von Chotkow und Wognin (1707–1771)                       |  |  | Marie Aloisie Štìpánka Kinská von Vchynic und Tetov                                               | Marie Aloisie Štìpánka Kinská von Vchynic und Tetov                                               | Marie Aloisie Štìpánka Kinská von Vchynic und Tetov                                               | Marie Aloisie Štìpánka Kinská von Vchynic und Tetov                                               | Marie Aloisie Štìpánka Kinská von Vchynic und Tetov                                               | Marie Aloisie Štìpánka Kinská von Vchynic und Tetov                                               |  |  |  |  |  |  |  |  |  |  |  |  |  |  |  |  |  |  |  |  |  |  |  |  |  |  |  |  |  |  |  |  |  |  |  |  |
| | | | | | |  |  | Wenzel Chotek von Chotkow und Wognin (1703–1725)                | Wenzel Chotek von Chotkow und Wognin (1703–1725)                | Wenzel Chotek von Chotkow und Wognin (1703–1725)                | Wenzel Chotek von Chotkow und Wognin (1703–1725)                | Wenzel Chotek von Chotkow und Wognin (1703–1725)                | Wenzel Chotek von Chotkow und Wognin (1703–1725)                |  |  | Johann Karl Chotek von Chotkow und Wognin (1704–1787)                                         | Johann Karl Chotek von Chotkow und Wognin (1704–1787)                                         | Johann Karl Chotek von Chotkow und Wognin (1704–1787)                                         | Johann Karl Chotek von Chotkow und Wognin (1704–1787)                                         | Johann Karl Chotek von Chotkow und Wognin (1704–1787)                                         | Johann Karl Chotek von Chotkow und Wognin (1704–1787)                                         |  |  | Anna Marie Terezie Josefa Kottulinská von Kotulín                                           | Anna Marie Terezie Josefa Kottulinská von Kotulín                                           | Anna Marie Terezie Josefa Kottulinská von Kotulín                                           | Anna Marie Terezie Josefa Kottulinská von Kotulín                                           | Anna Marie Terezie Josefa Kottulinská von Kotulín                                           | Anna Marie Terezie Josefa Kottulinská von Kotulín                                           |  |  | Rudolf Chotek von Chotkow und Wognin (1707–1771)                       | Rudolf Chotek von Chotkow und Wognin (1707–1771)                       | Rudolf Chotek von Chotkow und Wognin (1707–1771)                       | Rudolf Chotek von Chotkow und Wognin (1707–1771)                       | Rudolf Chotek von Chotkow und Wognin (1707–1771)                       | Rudolf Chotek von Chotkow und Wognin (1707–1771)                       |  |  | Marie Aloisie Štìpánka Kinská von Vchynic und Tetov                                               | Marie Aloisie Štìpánka Kinská von Vchynic und Tetov                                               | Marie Aloisie Štìpánka Kinská von Vchynic und Tetov                                               | Marie Aloisie Štìpánka Kinská von Vchynic und Tetov                                               | Marie Aloisie Štìpánka Kinská von Vchynic und Tetov                                               | Marie Aloisie Štìpánka Kinská von Vchynic und Tetov                                               |  |  |  |  |  |  |  |  |  |  |  |  |  |  |  |  |  |  |  |  |  |  |  |  |  |  |  |  |  |  |  |  |  |  |  |  |
| | | | | | |  |  |                                                                 |                                                                 |                                                                 |                                                                 |                                                                 |                                                                 |  |  |                                                                                               |                                                                                               |                                                                                               |                                                                                               |                                                                                               |                                                                                               |  |  |                                                                                             |                                                                                             |                                                                                             |                                                                                             |                                                                                             |                                                                                             |  |  |                                                                        |                                                                        |                                                                        |                                                                        |                                                                        |                                                                        |  |  |                                                                                                   |                                                                                                   |                                                                                                   |                                                                                                   |                                                                                                   |                                                                                                   |  |  |  |  |  |  |  |  |  |  |  |  |  |  |  |  |  |  |  |  |  |  |  |  |  |  |  |  |  |  |  |  |  |  |  |  |
| | | | | | |  |  |                                                                 |                                                                 |                                                                 |                                                                 |                                                                 |                                                                 |  |  |                                                                                               |                                                                                               |                                                                                               |                                                                                               |                                                                                               |                                                                                               |  |  |                                                                                             |                                                                                             |                                                                                             |                                                                                             |                                                                                             |                                                                                             |  |  |                                                                        |                                                                        |                                                                        |                                                                        |                                                                        |                                                                        |  |  |                                                                                                   |                                                                                                   |                                                                                                   |                                                                                                   |                                                                                                   |                                                                                                   |  |  |  |  |  |  |  |  |  |  |  |  |  |  |  |  |  |  |  |  |  |  |  |  |  |  |  |  |  |  |  |  |  |  |  |  |
| | | | | | |  |  | Johann Nepomuk Rudolf Chotek von Chotkow und Wognin (1749–1824) | Johann Nepomuk Rudolf Chotek von Chotkow und Wognin (1749–1824) | Johann Nepomuk Rudolf Chotek von Chotkow und Wognin (1749–1824) | Johann Nepomuk Rudolf Chotek von Chotkow und Wognin (1749–1824) | Johann Nepomuk Rudolf Chotek von Chotkow und Wognin (1749–1824) | Johann Nepomuk Rudolf Chotek von Chotkow und Wognin (1749–1824) |  |  | Maria Sidonia Clary-Aldringen                                                                 | Maria Sidonia Clary-Aldringen                                                                 | Maria Sidonia Clary-Aldringen                                                                 | Maria Sidonia Clary-Aldringen                                                                 | Maria Sidonia Clary-Aldringen                                                                 | Maria Sidonia Clary-Aldringen                                                                 |  |  | i. Johann Philipp Taaffe                                                                    | i. Johann Philipp Taaffe                                                                    | i. Johann Philipp Taaffe                                                                    | i. Johann Philipp Taaffe                                                                    | i. Johann Philipp Taaffe                                                                    | i. Johann Philipp Taaffe                                                                    |  |  | Marie Quidobaldina Brigita Chotkowa von Chotkow und Wognin (1738–1810) | Marie Quidobaldina Brigita Chotkowa von Chotkow und Wognin (1738–1810) | Marie Quidobaldina Brigita Chotkowa von Chotkow und Wognin (1738–1810) | Marie Quidobaldina Brigita Chotkowa von Chotkow und Wognin (1738–1810) | Marie Quidobaldina Brigita Chotkowa von Chotkow und Wognin (1738–1810) | Marie Quidobaldina Brigita Chotkowa von Chotkow und Wognin (1738–1810) |  |  | ii. Josef Emanuel Canal de Malabayla                                                              | ii. Josef Emanuel Canal de Malabayla                                                              | ii. Josef Emanuel Canal de Malabayla                                                              | ii. Josef Emanuel Canal de Malabayla                                                              | ii. Josef Emanuel Canal de Malabayla                                                              | ii. Josef Emanuel Canal de Malabayla                                                              |  |  |  |  |  |  |  |  |  |  |  |  |  |  |  |  |  |  |  |  |  |  |  |  |  |  |  |  |  |  |  |  |  |  |  |  |
| | | | | | |  |  | Johann Nepomuk Rudolf Chotek von Chotkow und Wognin (1749–1824) | Johann Nepomuk Rudolf Chotek von Chotkow und Wognin (1749–1824) | Johann Nepomuk Rudolf Chotek von Chotkow und Wognin (1749–1824) | Johann Nepomuk Rudolf Chotek von Chotkow und Wognin (1749–1824) | Johann Nepomuk Rudolf Chotek von Chotkow und Wognin (1749–1824) | Johann Nepomuk Rudolf Chotek von Chotkow und Wognin (1749–1824) |  |  | Maria Sidonia Clary-Aldringen                                                                 | Maria Sidonia Clary-Aldringen                                                                 | Maria Sidonia Clary-Aldringen                                                                 | Maria Sidonia Clary-Aldringen                                                                 | Maria Sidonia Clary-Aldringen                                                                 | Maria Sidonia Clary-Aldringen                                                                 |  |  | i. Johann Philipp Taaffe                                                                    | i. Johann Philipp Taaffe                                                                    | i. Johann Philipp Taaffe                                                                    | i. Johann Philipp Taaffe                                                                    | i. Johann Philipp Taaffe                                                                    | i. Johann Philipp Taaffe                                                                    |  |  | Marie Quidobaldina Brigita Chotkowa von Chotkow und Wognin (1738–1810) | Marie Quidobaldina Brigita Chotkowa von Chotkow und Wognin (1738–1810) | Marie Quidobaldina Brigita Chotkowa von Chotkow und Wognin (1738–1810) | Marie Quidobaldina Brigita Chotkowa von Chotkow und Wognin (1738–1810) | Marie Quidobaldina Brigita Chotkowa von Chotkow und Wognin (1738–1810) | Marie Quidobaldina Brigita Chotkowa von Chotkow und Wognin (1738–1810) |  |  | ii. Josef Emanuel Canal de Malabayla                                                              | ii. Josef Emanuel Canal de Malabayla                                                              | ii. Josef Emanuel Canal de Malabayla                                                              | ii. Josef Emanuel Canal de Malabayla                                                              | ii. Josef Emanuel Canal de Malabayla                                                              | ii. Josef Emanuel Canal de Malabayla                                                              |  |  |  |  |  |  |  |  |  |  |  |  |  |  |  |  |  |  |  |  |  |  |  |  |  |  |  |  |  |  |  |  |  |  |  |  |
| | | | | | |  |  |                                                                 |                                                                 |                                                                 |                                                                 |                                                                 |                                                                 |  |  |                                                                                               |                                                                                               |                                                                                               |                                                                                               |                                                                                               |                                                                                               |  |  |                                                                                             |                                                                                             |                                                                                             |                                                                                             |                                                                                             |                                                                                             |  |  |                                                                        |                                                                        |                                                                        |                                                                        |                                                                        |                                                                        |  |  |                                                                                                   |                                                                                                   |                                                                                                   |                                                                                                   |                                                                                                   |                                                                                                   |  |  |  |  |  |  |  |  |  |  |  |  |  |  |  |  |  |  |  |  |  |  |  |  |  |  |  |  |  |  |  |  |  |  |  |  |
| | | | | | |  |  |                                                                 |                                                                 |                                                                 |                                                                 |                                                                 |                                                                 |  |  |                                                                                               |                                                                                               |                                                                                               |                                                                                               |                                                                                               |                                                                                               |  |  |                                                                                             |                                                                                             |                                                                                             |                                                                                             |                                                                                             |                                                                                             |  |  |                                                                        |                                                                        |                                                                        |                                                                        |                                                                        |                                                                        |  |  |                                                                                                   |                                                                                                   |                                                                                                   |                                                                                                   |                                                                                                   |                                                                                                   |  |  |  |  |  |  |  |  |  |  |  |  |  |  |  |  |  |  |  |  |  |  |  |  |  |  |  |  |  |  |  |  |  |  |  |  |
| Johann Nepomuk Josef Chotek von Chotkow und Wognin (1773–1824) Fortsetzung unter Nachkommen des Johann Nepomuk Josef Chotek | Johann Nepomuk Josef Chotek von Chotkow und Wognin (1773–1824) Fortsetzung unter Nachkommen des Johann Nepomuk Josef Chotek | Johann Nepomuk Josef Chotek von Chotkow und Wognin (1773–1824) Fortsetzung unter Nachkommen des Johann Nepomuk Josef Chotek | Johann Nepomuk Josef Chotek von Chotkow und Wognin (1773–1824) Fortsetzung unter Nachkommen des Johann Nepomuk Josef Chotek | Johann Nepomuk Josef Chotek von Chotkow und Wognin (1773–1824) Fortsetzung unter Nachkommen des Johann Nepomuk Josef Chotek | Johann Nepomuk Josef Chotek von Chotkow und Wognin (1773–1824) Fortsetzung unter Nachkommen des Johann Nepomuk Josef Chotek |  |  | Rudolf Chotek von Chotkow und Wognin (1775–1779)                | Rudolf Chotek von Chotkow und Wognin (1775–1779)                | Rudolf Chotek von Chotkow und Wognin (1775–1779)                | Rudolf Chotek von Chotkow und Wognin (1775–1779)                | Rudolf Chotek von Chotkow und Wognin (1775–1779)                | Rudolf Chotek von Chotkow und Wognin (1775–1779)                |  |  | Josef Chotek von Chotkow und Wognin (1776–1809) Fortsetzung unter Nachkommen des Josef Chotek | Josef Chotek von Chotkow und Wognin (1776–1809) Fortsetzung unter Nachkommen des Josef Chotek | Josef Chotek von Chotkow und Wognin (1776–1809) Fortsetzung unter Nachkommen des Josef Chotek | Josef Chotek von Chotkow und Wognin (1776–1809) Fortsetzung unter Nachkommen des Josef Chotek | Josef Chotek von Chotkow und Wognin (1776–1809) Fortsetzung unter Nachkommen des Josef Chotek | Josef Chotek von Chotkow und Wognin (1776–1809) Fortsetzung unter Nachkommen des Josef Chotek |  |  | Maria Aloisia Chotkowa von Chotkow und Wognin (1777–1864)                                   | Maria Aloisia Chotkowa von Chotkow und Wognin (1777–1864)                                   | Maria Aloisia Chotkowa von Chotkow und Wognin (1777–1864)                                   | Maria Aloisia Chotkowa von Chotkow und Wognin (1777–1864)                                   | Maria Aloisia Chotkowa von Chotkow und Wognin (1777–1864)                                   | Maria Aloisia Chotkowa von Chotkow und Wognin (1777–1864)                                   |  |  | Carl Joseph Clary-Aldringen                                            | Carl Joseph Clary-Aldringen                                            | Carl Joseph Clary-Aldringen                                            | Carl Joseph Clary-Aldringen                                            | Carl Joseph Clary-Aldringen                                            | Carl Joseph Clary-Aldringen                                            |  |  |                                                                                                   |                                                                                                   |                                                                                                   |                                                                                                   |                                                                                                   |                                                                                                   |  |  |  |  |  |  |  |  |  |  |  |  |  |  |  |  |  |  |  |  |  |  |  |  |  |  |  |  |  |  |  |  |  |  |  |  |
| Johann Nepomuk Josef Chotek von Chotkow und Wognin (1773–1824) Fortsetzung unter Nachkommen des Johann Nepomuk Josef Chotek | Johann Nepomuk Josef Chotek von Chotkow und Wognin (1773–1824) Fortsetzung unter Nachkommen des Johann Nepomuk Josef Chotek | Johann Nepomuk Josef Chotek von Chotkow und Wognin (1773–1824) Fortsetzung unter Nachkommen des Johann Nepomuk Josef Chotek | Johann Nepomuk Josef Chotek von Chotkow und Wognin (1773–1824) Fortsetzung unter Nachkommen des Johann Nepomuk Josef Chotek | Johann Nepomuk Josef Chotek von Chotkow und Wognin (1773–1824) Fortsetzung unter Nachkommen des Johann Nepomuk Josef Chotek | Johann Nepomuk Josef Chotek von Chotkow und Wognin (1773–1824) Fortsetzung unter Nachkommen des Johann Nepomuk Josef Chotek |  |  | Rudolf Chotek von Chotkow und Wognin (1775–1779)                | Rudolf Chotek von Chotkow und Wognin (1775–1779)                | Rudolf Chotek von Chotkow und Wognin (1775–1779)                | Rudolf Chotek von Chotkow und Wognin (1775–1779)                | Rudolf Chotek von Chotkow und Wognin (1775–1779)                | Rudolf Chotek von Chotkow und Wognin (1775–1779)                |  |  | Josef Chotek von Chotkow und Wognin (1776–1809) Fortsetzung unter Nachkommen des Josef Chotek | Josef Chotek von Chotkow und Wognin (1776–1809) Fortsetzung unter Nachkommen des Josef Chotek | Josef Chotek von Chotkow und Wognin (1776–1809) Fortsetzung unter Nachkommen des Josef Chotek | Josef Chotek von Chotkow und Wognin (1776–1809) Fortsetzung unter Nachkommen des Josef Chotek | Josef Chotek von Chotkow und Wognin (1776–1809) Fortsetzung unter Nachkommen des Josef Chotek | Josef Chotek von Chotkow und Wognin (1776–1809) Fortsetzung unter Nachkommen des Josef Chotek |  |  | Maria Aloisia Chotkowa von Chotkow und Wognin (1777–1864)                                   | Maria Aloisia Chotkowa von Chotkow und Wognin (1777–1864)                                   | Maria Aloisia Chotkowa von Chotkow und Wognin (1777–1864)                                   | Maria Aloisia Chotkowa von Chotkow und Wognin (1777–1864)                                   | Maria Aloisia Chotkowa von Chotkow und Wognin (1777–1864)                                   | Maria Aloisia Chotkowa von Chotkow und Wognin (1777–1864)                                   |  |  | Carl Joseph Clary-Aldringen                                            | Carl Joseph Clary-Aldringen                                            | Carl Joseph Clary-Aldringen                                            | Carl Joseph Clary-Aldringen                                            | Carl Joseph Clary-Aldringen                                            | Carl Joseph Clary-Aldringen                                            |  |  |                                                                                                   |                                                                                                   |                                                                                                   |                                                                                                   |                                                                                                   |                                                                                                   |  |  |  |  |  |  |  |  |  |  |  |  |  |  |  |  |  |  |  |  |  |  |  |  |  |  |  |  |  |  |  |  |  |  |  |  |
| | | | | | |  |  |                                                                 |                                                                 |                                                                 |                                                                 |                                                                 |                                                                 |  |  |                                                                                               |                                                                                               |                                                                                               |                                                                                               |                                                                                               |                                                                                               |  |  |                                                                                             |                                                                                             |                                                                                             |                                                                                             |                                                                                             |                                                                                             |  |  |                                                                        |                                                                        |                                                                        |                                                                        |                                                                        |                                                                        |  |  |                                                                                                   |                                                                                                   |                                                                                                   |                                                                                                   |                                                                                                   |                                                                                                   |  |  |  |  |  |  |  |  |  |  |  |  |  |  |  |  |  |  |  |  |  |  |  |  |  |  |  |  |  |  |  |  |  |  |  |  |
| | | | | | |  |  |                                                                 |                                                                 |                                                                 |                                                                 |                                                                 |                                                                 |  |  |                                                                                               |                                                                                               |                                                                                               |                                                                                               |                                                                                               |                                                                                               |  |  |                                                                                             |                                                                                             |                                                                                             |                                                                                             |                                                                                             |                                                                                             |  |  |                                                                        |                                                                        |                                                                        |                                                                        |                                                                        |                                                                        |  |  |                                                                                                   |                                                                                                   |                                                                                                   |                                                                                                   |                                                                                                   |                                                                                                   |  |  |  |  |  |  |  |  |  |  |  |  |  |  |  |  |  |  |  |  |  |  |  |  |  |  |  |  |  |  |  |  |  |  |  |  |
| Wenzel Franz Chotek von Chotkow und Wognin (1778–1807)                                                                      | Wenzel Franz Chotek von Chotkow und Wognin (1778–1807)                                                                      | Wenzel Franz Chotek von Chotkow und Wognin (1778–1807)                                                                      | Wenzel Franz Chotek von Chotkow und Wognin (1778–1807)                                                                      | Wenzel Franz Chotek von Chotkow und Wognin (1778–1807)                                                                      | Wenzel Franz Chotek von Chotkow und Wognin (1778–1807)                                                                      |  |  | Rudolf Chotek von Chotkow und Wognin (1780–1782)                | Rudolf Chotek von Chotkow und Wognin (1780–1782)                | Rudolf Chotek von Chotkow und Wognin (1780–1782)                | Rudolf Chotek von Chotkow und Wognin (1780–1782)                | Rudolf Chotek von Chotkow und Wognin (1780–1782)                | Rudolf Chotek von Chotkow und Wognin (1780–1782)                |  |  | Ferdinand Maria Chotek von Chotkow und Wognin (1781–1836)                                     | Ferdinand Maria Chotek von Chotkow und Wognin (1781–1836)                                     | Ferdinand Maria Chotek von Chotkow und Wognin (1781–1836)                                     | Ferdinand Maria Chotek von Chotkow und Wognin (1781–1836)                                     | Ferdinand Maria Chotek von Chotkow und Wognin (1781–1836)                                     | Ferdinand Maria Chotek von Chotkow und Wognin (1781–1836)                                     |  |  | Karl Chotek von Chotkow und Wognin (1783–1868) Fortsetzung unter Nachkommen des Karl Chotek | Karl Chotek von Chotkow und Wognin (1783–1868) Fortsetzung unter Nachkommen des Karl Chotek | Karl Chotek von Chotkow und Wognin (1783–1868) Fortsetzung unter Nachkommen des Karl Chotek | Karl Chotek von Chotkow und Wognin (1783–1868) Fortsetzung unter Nachkommen des Karl Chotek | Karl Chotek von Chotkow und Wognin (1783–1868) Fortsetzung unter Nachkommen des Karl Chotek | Karl Chotek von Chotkow und Wognin (1783–1868) Fortsetzung unter Nachkommen des Karl Chotek |  |  | Teresia Chotkowa von Chotkow und Wognin (1785–1872)                    | Teresia Chotkowa von Chotkow und Wognin (1785–1872)                    | Teresia Chotkowa von Chotkow und Wognin (1785–1872)                    | Teresia Chotkowa von Chotkow und Wognin (1785–1872)                    | Teresia Chotkowa von Chotkow und Wognin (1785–1872)                    | Teresia Chotkowa von Chotkow und Wognin (1785–1872)                    |  |  | Hermann Chotek von Chotkow und Wognin (1786–1822) Fortsetzung unter Nachkommen des Hermann Chotek | Hermann Chotek von Chotkow und Wognin (1786–1822) Fortsetzung unter Nachkommen des Hermann Chotek | Hermann Chotek von Chotkow und Wognin (1786–1822) Fortsetzung unter Nachkommen des Hermann Chotek | Hermann Chotek von Chotkow und Wognin (1786–1822) Fortsetzung unter Nachkommen des Hermann Chotek | Hermann Chotek von Chotkow und Wognin (1786–1822) Fortsetzung unter Nachkommen des Hermann Chotek | Hermann Chotek von Chotkow und Wognin (1786–1822) Fortsetzung unter Nachkommen des Hermann Chotek |  |  |  |  |  |  |  |  |  |  |  |  |  |  |  |  |  |  |  |  |  |  |  |  |  |  |  |  |  |  |  |  |  |  |  |  |
| Wenzel Franz Chotek von Chotkow und Wognin (1778–1807)                                                                      | Wenzel Franz Chotek von Chotkow und Wognin (1778–1807)                                                                      | Wenzel Franz Chotek von Chotkow und Wognin (1778–1807)                                                                      | Wenzel Franz Chotek von Chotkow und Wognin (1778–1807)                                                                      | Wenzel Franz Chotek von Chotkow und Wognin (1778–1807)                                                                      | Wenzel Franz Chotek von Chotkow und Wognin (1778–1807)                                                                      |  |  | Rudolf Chotek von Chotkow und Wognin (1780–1782)                | Rudolf Chotek von Chotkow und Wognin (1780–1782)                | Rudolf Chotek von Chotkow und Wognin (1780–1782)                | Rudolf Chotek von Chotkow und Wognin (1780–1782)                | Rudolf Chotek von Chotkow und Wognin (1780–1782)                | Rudolf Chotek von Chotkow und Wognin (1780–1782)                |  |  | Ferdinand Maria Chotek von Chotkow und Wognin (1781–1836)                                     | Ferdinand Maria Chotek von Chotkow und Wognin (1781–1836)                                     | Ferdinand Maria Chotek von Chotkow und Wognin (1781–1836)                                     | Ferdinand Maria Chotek von Chotkow und Wognin (1781–1836)                                     | Ferdinand Maria Chotek von Chotkow und Wognin (1781–1836)                                     | Ferdinand Maria Chotek von Chotkow und Wognin (1781–1836)                                     |  |  | Karl Chotek von Chotkow und Wognin (1783–1868) Fortsetzung unter Nachkommen des Karl Chotek | Karl Chotek von Chotkow und Wognin (1783–1868) Fortsetzung unter Nachkommen des Karl Chotek | Karl Chotek von Chotkow und Wognin (1783–1868) Fortsetzung unter Nachkommen des Karl Chotek | Karl Chotek von Chotkow und Wognin (1783–1868) Fortsetzung unter Nachkommen des Karl Chotek | Karl Chotek von Chotkow und Wognin (1783–1868) Fortsetzung unter Nachkommen des Karl Chotek | Karl Chotek von Chotkow und Wognin (1783–1868) Fortsetzung unter Nachkommen des Karl Chotek |  |  | Teresia Chotkowa von Chotkow und Wognin (1785–1872)                    | Teresia Chotkowa von Chotkow und Wognin (1785–1872)                    | Teresia Chotkowa von Chotkow und Wognin (1785–1872)                    | Teresia Chotkowa von Chotkow und Wognin (1785–1872)                    | Teresia Chotkowa von Chotkow und Wognin (1785–1872)                    | Teresia Chotkowa von Chotkow und Wognin (1785–1872)                    |  |  | Hermann Chotek von Chotkow und Wognin (1786–1822) Fortsetzung unter Nachkommen des Hermann Chotek | Hermann Chotek von Chotkow und Wognin (1786–1822) Fortsetzung unter Nachkommen des Hermann Chotek | Hermann Chotek von Chotkow und Wognin (1786–1822) Fortsetzung unter Nachkommen des Hermann Chotek | Hermann Chotek von Chotkow und Wognin (1786–1822) Fortsetzung unter Nachkommen des Hermann Chotek | Hermann Chotek von Chotkow und Wognin (1786–1822) Fortsetzung unter Nachkommen des Hermann Chotek | Hermann Chotek von Chotkow und Wognin (1786–1822) Fortsetzung unter Nachkommen des Hermann Chotek |  |  |  |  |  |  |  |  |  |  |  |  |  |  |  |  |  |  |  |  |  |  |  |  |  |  |  |  |  |  |  |  |  |  |  |  |

### Nachkommen des Johann Nepomuk Joseph Chotek
Beginnend mit: Johann Nepomuk Joseph Chotek von Chotkow und Wognin (* 1773, † 1824), königlich böhmischer Gubernialbeamter, Ehrenbürger von Prag, verehelicht am 12. Oktober 1799 in Wien mit Maria Isabelle Gräfin von Rottenhan (Rotenhan) (* 6. Juli 1774 in Prag; † 14. Februar 1817 ebenda), Tochter des Heinrich Franz von Rottenhan, Gubernialpräsident in Prag und seiner zweiten Ehefrau (⚭ Prag 22. September 1773) Maria Gabriele, geborene Gräfin Czernin von Chudenitz (1747–1806), verwitwete Gräfin von Trauttmansdorff-Weinsberg.
|                                                         |                                                         |                                                         |                                                         |                                                         |                                                         |  |  |                                                       |                                                       |                                                       |                                                       |                                                       |                                                       |  |  | Johann Nepomuk Josef Chotek von Chotkow und Wognin (1773–1824) | Johann Nepomuk Josef Chotek von Chotkow und Wognin (1773–1824) | Johann Nepomuk Josef Chotek von Chotkow und Wognin (1773–1824) | Johann Nepomuk Josef Chotek von Chotkow und Wognin (1773–1824) | Johann Nepomuk Josef Chotek von Chotkow und Wognin (1773–1824) | Johann Nepomuk Josef Chotek von Chotkow und Wognin (1773–1824) |  |  | Maria Isabella von Rottenhan                                                                   | Maria Isabella von Rottenhan                                                                   | Maria Isabella von Rottenhan                                                                   | Maria Isabella von Rottenhan                                                                   | Maria Isabella von Rottenhan                                                                   | Maria Isabella von Rottenhan                                                                   |  |  |                                           |                                           |                                           |                                           |                                           |                                           |  |  | | | | | | |  |  |                         |                         |                         |                         |                         |                         |
|                                                         |                                                         |                                                         |                                                         |                                                         |                                                         |  |  |                                                       |                                                       |                                                       |                                                       |                                                       |                                                       |  |  | Johann Nepomuk Josef Chotek von Chotkow und Wognin (1773–1824) | Johann Nepomuk Josef Chotek von Chotkow und Wognin (1773–1824) | Johann Nepomuk Josef Chotek von Chotkow und Wognin (1773–1824) | Johann Nepomuk Josef Chotek von Chotkow und Wognin (1773–1824) | Johann Nepomuk Josef Chotek von Chotkow und Wognin (1773–1824) | Johann Nepomuk Josef Chotek von Chotkow und Wognin (1773–1824) |  |  | Maria Isabella von Rottenhan                                                                   | Maria Isabella von Rottenhan                                                                   | Maria Isabella von Rottenhan                                                                   | Maria Isabella von Rottenhan                                                                   | Maria Isabella von Rottenhan                                                                   | Maria Isabella von Rottenhan                                                                   |  |  |                                           |                                           |                                           |                                           |                                           |                                           |  |  | | | | | | |  |  |                         |                         |                         |                         |                         |                         |
|                                                         |                                                         |                                                         |                                                         |                                                         |                                                         |  |  |                                                       |                                                       |                                                       |                                                       |                                                       |                                                       |  |  |                                                                |                                                                |                                                                |                                                                |                                                                |                                                                |  |  |                                                                                                |                                                                                                |                                                                                                |                                                                                                |                                                                                                |                                                                                                |  |  |                                           |                                           |                                           |                                           |                                           |                                           |  |  | | | | | | |  |  |                         |                         |                         |                         |                         |                         |
|                                                         |                                                         |                                                         |                                                         |                                                         |                                                         |  |  |                                                       |                                                       |                                                       |                                                       |                                                       |                                                       |  |  |                                                                |                                                                |                                                                |                                                                |                                                                |                                                                |  |  |                                                                                                |                                                                                                |                                                                                                |                                                                                                |                                                                                                |                                                                                                |  |  |                                           |                                           |                                           |                                           |                                           |                                           |  |  | | | | | | |  |  |                         |                         |                         |                         |                         |                         |
|                                                         |                                                         |                                                         |                                                         |                                                         |                                                         |  |  | Heinrich Chotek von Chotkow und Wognin (1802–1864)    | Heinrich Chotek von Chotkow und Wognin (1802–1864)    | Heinrich Chotek von Chotkow und Wognin (1802–1864)    | Heinrich Chotek von Chotkow und Wognin (1802–1864)    | Heinrich Chotek von Chotkow und Wognin (1802–1864)    | Heinrich Chotek von Chotkow und Wognin (1802–1864)    |  |  | Karolina Aloisia von und zu Eltz genannt Faust von Stromberg   | Karolina Aloisia von und zu Eltz genannt Faust von Stromberg   | Karolina Aloisia von und zu Eltz genannt Faust von Stromberg   | Karolina Aloisia von und zu Eltz genannt Faust von Stromberg   | Karolina Aloisia von und zu Eltz genannt Faust von Stromberg   | Karolina Aloisia von und zu Eltz genannt Faust von Stromberg   |  |  | Sidonie Chotkowa von Chotkow und Wognin (1805–1890)                                            | Sidonie Chotkowa von Chotkow und Wognin (1805–1890)                                            | Sidonie Chotkowa von Chotkow und Wognin (1805–1890)                                            | Sidonie Chotkowa von Chotkow und Wognin (1805–1890)                                            | Sidonie Chotkowa von Chotkow und Wognin (1805–1890)                                            | Sidonie Chotkowa von Chotkow und Wognin (1805–1890)                                            |  |  | Friedrich Dominik von und zu Fünfkirchen  | Friedrich Dominik von und zu Fünfkirchen  | Friedrich Dominik von und zu Fünfkirchen  | Friedrich Dominik von und zu Fünfkirchen  | Friedrich Dominik von und zu Fünfkirchen  | Friedrich Dominik von und zu Fünfkirchen  |  |  | | | | | | |  |  |                         |                         |                         |                         |                         |                         |
|                                                         |                                                         |                                                         |                                                         |                                                         |                                                         |  |  | Heinrich Chotek von Chotkow und Wognin (1802–1864)    | Heinrich Chotek von Chotkow und Wognin (1802–1864)    | Heinrich Chotek von Chotkow und Wognin (1802–1864)    | Heinrich Chotek von Chotkow und Wognin (1802–1864)    | Heinrich Chotek von Chotkow und Wognin (1802–1864)    | Heinrich Chotek von Chotkow und Wognin (1802–1864)    |  |  | Karolina Aloisia von und zu Eltz genannt Faust von Stromberg   | Karolina Aloisia von und zu Eltz genannt Faust von Stromberg   | Karolina Aloisia von und zu Eltz genannt Faust von Stromberg   | Karolina Aloisia von und zu Eltz genannt Faust von Stromberg   | Karolina Aloisia von und zu Eltz genannt Faust von Stromberg   | Karolina Aloisia von und zu Eltz genannt Faust von Stromberg   |  |  | Sidonie Chotkowa von Chotkow und Wognin (1805–1890)                                            | Sidonie Chotkowa von Chotkow und Wognin (1805–1890)                                            | Sidonie Chotkowa von Chotkow und Wognin (1805–1890)                                            | Sidonie Chotkowa von Chotkow und Wognin (1805–1890)                                            | Sidonie Chotkowa von Chotkow und Wognin (1805–1890)                                            | Sidonie Chotkowa von Chotkow und Wognin (1805–1890)                                            |  |  | Friedrich Dominik von und zu Fünfkirchen  | Friedrich Dominik von und zu Fünfkirchen  | Friedrich Dominik von und zu Fünfkirchen  | Friedrich Dominik von und zu Fünfkirchen  | Friedrich Dominik von und zu Fünfkirchen  | Friedrich Dominik von und zu Fünfkirchen  |  |  | | | | | | |  |  |                         |                         |                         |                         |                         |                         |
|                                                         |                                                         |                                                         |                                                         |                                                         |                                                         |  |  |                                                       |                                                       |                                                       |                                                       |                                                       |                                                       |  |  |                                                                |                                                                |                                                                |                                                                |                                                                |                                                                |  |  |                                                                                                |                                                                                                |                                                                                                |                                                                                                |                                                                                                |                                                                                                |  |  |                                           |                                           |                                           |                                           |                                           |                                           |  |  | | | | | | |  |  |                         |                         |                         |                         |                         |                         |
|                                                         |                                                         |                                                         |                                                         |                                                         |                                                         |  |  |                                                       |                                                       |                                                       |                                                       |                                                       |                                                       |  |  |                                                                |                                                                |                                                                |                                                                |                                                                |                                                                |  |  |                                                                                                |                                                                                                |                                                                                                |                                                                                                |                                                                                                |                                                                                                |  |  |                                           |                                           |                                           |                                           |                                           |                                           |  |  | | | | | | |  |  |                         |                         |                         |                         |                         |                         |
| i. Maria Theresia von Auersperg                         | i. Maria Theresia von Auersperg                         | i. Maria Theresia von Auersperg                         | i. Maria Theresia von Auersperg                         | i. Maria Theresia von Auersperg                         | i. Maria Theresia von Auersperg                         |  |  | Rudolf Karl Chotek von Chotkow und Wognin (1832–1894) | Rudolf Karl Chotek von Chotkow und Wognin (1832–1894) | Rudolf Karl Chotek von Chotkow und Wognin (1832–1894) | Rudolf Karl Chotek von Chotkow und Wognin (1832–1894) | Rudolf Karl Chotek von Chotkow und Wognin (1832–1894) | Rudolf Karl Chotek von Chotkow und Wognin (1832–1894) |  |  | ii. Klaudine Maria Beata von Gudenus                           | ii. Klaudine Maria Beata von Gudenus                           | ii. Klaudine Maria Beata von Gudenus                           | ii. Klaudine Maria Beata von Gudenus                           | ii. Klaudine Maria Beata von Gudenus                           | ii. Klaudine Maria Beata von Gudenus                           |  |  | Emerich Karl Borromäus Heinrich Johann Nepomuk David Chotek von Chotkow und Wognin (1833–1911) | Emerich Karl Borromäus Heinrich Johann Nepomuk David Chotek von Chotkow und Wognin (1833–1911) | Emerich Karl Borromäus Heinrich Johann Nepomuk David Chotek von Chotkow und Wognin (1833–1911) | Emerich Karl Borromäus Heinrich Johann Nepomuk David Chotek von Chotkow und Wognin (1833–1911) | Emerich Karl Borromäus Heinrich Johann Nepomuk David Chotek von Chotkow und Wognin (1833–1911) | Emerich Karl Borromäus Heinrich Johann Nepomuk David Chotek von Chotkow und Wognin (1833–1911) |  |  | Julie Henrietta Maria von Thun-Hohenstein | Julie Henrietta Maria von Thun-Hohenstein | Julie Henrietta Maria von Thun-Hohenstein | Julie Henrietta Maria von Thun-Hohenstein | Julie Henrietta Maria von Thun-Hohenstein | Julie Henrietta Maria von Thun-Hohenstein |  |  | Ferdinand Thadeus Karl Borromäus Heinrich Johann Nepomuk Chotek von Chotkow und Wognin (1838–1913) | Ferdinand Thadeus Karl Borromäus Heinrich Johann Nepomuk Chotek von Chotkow und Wognin (1838–1913) | Ferdinand Thadeus Karl Borromäus Heinrich Johann Nepomuk Chotek von Chotkow und Wognin (1838–1913) | Ferdinand Thadeus Karl Borromäus Heinrich Johann Nepomuk Chotek von Chotkow und Wognin (1838–1913) | Ferdinand Thadeus Karl Borromäus Heinrich Johann Nepomuk Chotek von Chotkow und Wognin (1838–1913) | Ferdinand Thadeus Karl Borromäus Heinrich Johann Nepomuk Chotek von Chotkow und Wognin (1838–1913) |  |  | Josefina Swéerts-Sporck | Josefina Swéerts-Sporck | Josefina Swéerts-Sporck | Josefina Swéerts-Sporck | Josefina Swéerts-Sporck | Josefina Swéerts-Sporck |
| i. Maria Theresia von Auersperg                         | i. Maria Theresia von Auersperg                         | i. Maria Theresia von Auersperg                         | i. Maria Theresia von Auersperg                         | i. Maria Theresia von Auersperg                         | i. Maria Theresia von Auersperg                         |  |  | Rudolf Karl Chotek von Chotkow und Wognin (1832–1894) | Rudolf Karl Chotek von Chotkow und Wognin (1832–1894) | Rudolf Karl Chotek von Chotkow und Wognin (1832–1894) | Rudolf Karl Chotek von Chotkow und Wognin (1832–1894) | Rudolf Karl Chotek von Chotkow und Wognin (1832–1894) | Rudolf Karl Chotek von Chotkow und Wognin (1832–1894) |  |  | ii. Klaudine Maria Beata von Gudenus                           | ii. Klaudine Maria Beata von Gudenus                           | ii. Klaudine Maria Beata von Gudenus                           | ii. Klaudine Maria Beata von Gudenus                           | ii. Klaudine Maria Beata von Gudenus                           | ii. Klaudine Maria Beata von Gudenus                           |  |  | Emerich Karl Borromäus Heinrich Johann Nepomuk David Chotek von Chotkow und Wognin (1833–1911) | Emerich Karl Borromäus Heinrich Johann Nepomuk David Chotek von Chotkow und Wognin (1833–1911) | Emerich Karl Borromäus Heinrich Johann Nepomuk David Chotek von Chotkow und Wognin (1833–1911) | Emerich Karl Borromäus Heinrich Johann Nepomuk David Chotek von Chotkow und Wognin (1833–1911) | Emerich Karl Borromäus Heinrich Johann Nepomuk David Chotek von Chotkow und Wognin (1833–1911) | Emerich Karl Borromäus Heinrich Johann Nepomuk David Chotek von Chotkow und Wognin (1833–1911) |  |  | Julie Henrietta Maria von Thun-Hohenstein | Julie Henrietta Maria von Thun-Hohenstein | Julie Henrietta Maria von Thun-Hohenstein | Julie Henrietta Maria von Thun-Hohenstein | Julie Henrietta Maria von Thun-Hohenstein | Julie Henrietta Maria von Thun-Hohenstein |  |  | Ferdinand Thadeus Karl Borromäus Heinrich Johann Nepomuk Chotek von Chotkow und Wognin (1838–1913) | Ferdinand Thadeus Karl Borromäus Heinrich Johann Nepomuk Chotek von Chotkow und Wognin (1838–1913) | Ferdinand Thadeus Karl Borromäus Heinrich Johann Nepomuk Chotek von Chotkow und Wognin (1838–1913) | Ferdinand Thadeus Karl Borromäus Heinrich Johann Nepomuk Chotek von Chotkow und Wognin (1838–1913) | Ferdinand Thadeus Karl Borromäus Heinrich Johann Nepomuk Chotek von Chotkow und Wognin (1838–1913) | Ferdinand Thadeus Karl Borromäus Heinrich Johann Nepomuk Chotek von Chotkow und Wognin (1838–1913) |  |  | Josefina Swéerts-Sporck | Josefina Swéerts-Sporck | Josefina Swéerts-Sporck | Josefina Swéerts-Sporck | Josefina Swéerts-Sporck | Josefina Swéerts-Sporck |
|                                                         |                                                         |                                                         |                                                         |                                                         |                                                         |  |  |                                                       |                                                       |                                                       |                                                       |                                                       |                                                       |  |  |                                                                |                                                                |                                                                |                                                                |                                                                |                                                                |  |  |                                                                                                |                                                                                                |                                                                                                |                                                                                                |                                                                                                |                                                                                                |  |  |                                           |                                           |                                           |                                           |                                           |                                           |  |  | | | | | | |  |  |                         |                         |                         |                         |                         |                         |
|                                                         |                                                         |                                                         |                                                         |                                                         |                                                         |  |  |                                                       |                                                       |                                                       |                                                       |                                                       |                                                       |  |  |                                                                |                                                                |                                                                |                                                                |                                                                |                                                                |  |  |                                                                                                |                                                                                                |                                                                                                |                                                                                                |                                                                                                |                                                                                                |  |  |                                           |                                           |                                           |                                           |                                           |                                           |  |  | | | | | | |  |  |                         |                         |                         |                         |                         |                         |
| Johann Rudolf Chotek von Chotkow und Wognin (1865–1884) | Johann Rudolf Chotek von Chotkow und Wognin (1865–1884) | Johann Rudolf Chotek von Chotkow und Wognin (1865–1884) | Johann Rudolf Chotek von Chotkow und Wognin (1865–1884) | Johann Rudolf Chotek von Chotkow und Wognin (1865–1884) | Johann Rudolf Chotek von Chotkow und Wognin (1865–1884) |  |  | Isabella Chotkowa von Chotkow und Wognin (1842–1857)  | Isabella Chotkowa von Chotkow und Wognin (1842–1857)  | Isabella Chotkowa von Chotkow und Wognin (1842–1857)  | Isabella Chotkowa von Chotkow und Wognin (1842–1857)  | Isabella Chotkowa von Chotkow und Wognin (1842–1857)  | Isabella Chotkowa von Chotkow und Wognin (1842–1857)  |  |  | Arnold Chotek von Chotkow und Wognin (1844–1927)               | Arnold Chotek von Chotkow und Wognin (1844–1927)               | Arnold Chotek von Chotkow und Wognin (1844–1927)               | Arnold Chotek von Chotkow und Wognin (1844–1927)               | Arnold Chotek von Chotkow und Wognin (1844–1927)               | Arnold Chotek von Chotkow und Wognin (1844–1927)               |  |  | Karolina Isabella Chotkowa von Chotkow und Wognin (1846–1933)                                  | Karolina Isabella Chotkowa von Chotkow und Wognin (1846–1933)                                  | Karolina Isabella Chotkowa von Chotkow und Wognin (1846–1933)                                  | Karolina Isabella Chotkowa von Chotkow und Wognin (1846–1933)                                  | Karolina Isabella Chotkowa von Chotkow und Wognin (1846–1933)                                  | Karolina Isabella Chotkowa von Chotkow und Wognin (1846–1933)                                  |  |  | Emanuel Maria von Thun-Hohenstein         | Emanuel Maria von Thun-Hohenstein         | Emanuel Maria von Thun-Hohenstein         | Emanuel Maria von Thun-Hohenstein         | Emanuel Maria von Thun-Hohenstein         | Emanuel Maria von Thun-Hohenstein         |  |  | | | | | | |  |  |                         |                         |                         |                         |                         |                         |
| Johann Rudolf Chotek von Chotkow und Wognin (1865–1884) | Johann Rudolf Chotek von Chotkow und Wognin (1865–1884) | Johann Rudolf Chotek von Chotkow und Wognin (1865–1884) | Johann Rudolf Chotek von Chotkow und Wognin (1865–1884) | Johann Rudolf Chotek von Chotkow und Wognin (1865–1884) | Johann Rudolf Chotek von Chotkow und Wognin (1865–1884) |  |  | Isabella Chotkowa von Chotkow und Wognin (1842–1857)  | Isabella Chotkowa von Chotkow und Wognin (1842–1857)  | Isabella Chotkowa von Chotkow und Wognin (1842–1857)  | Isabella Chotkowa von Chotkow und Wognin (1842–1857)  | Isabella Chotkowa von Chotkow und Wognin (1842–1857)  | Isabella Chotkowa von Chotkow und Wognin (1842–1857)  |  |  | Arnold Chotek von Chotkow und Wognin (1844–1927)               | Arnold Chotek von Chotkow und Wognin (1844–1927)               | Arnold Chotek von Chotkow und Wognin (1844–1927)               | Arnold Chotek von Chotkow und Wognin (1844–1927)               | Arnold Chotek von Chotkow und Wognin (1844–1927)               | Arnold Chotek von Chotkow und Wognin (1844–1927)               |  |  | Karolina Isabella Chotkowa von Chotkow und Wognin (1846–1933)                                  | Karolina Isabella Chotkowa von Chotkow und Wognin (1846–1933)                                  | Karolina Isabella Chotkowa von Chotkow und Wognin (1846–1933)                                  | Karolina Isabella Chotkowa von Chotkow und Wognin (1846–1933)                                  | Karolina Isabella Chotkowa von Chotkow und Wognin (1846–1933)                                  | Karolina Isabella Chotkowa von Chotkow und Wognin (1846–1933)                                  |  |  | Emanuel Maria von Thun-Hohenstein         | Emanuel Maria von Thun-Hohenstein         | Emanuel Maria von Thun-Hohenstein         | Emanuel Maria von Thun-Hohenstein         | Emanuel Maria von Thun-Hohenstein         | Emanuel Maria von Thun-Hohenstein         |  |  | | | | | | |  |  |                         |                         |                         |                         |                         |                         |

### Nachkommen des Josef Chotek
Beginnend mit: Josef Graf Chotek von Chotkow und Wognin, * 1776, 1809 gefallen in der Schlacht bei Wagram bei Wien als Oberst des Chevaux-Leger-Regiment Rosenberg, verehelicht mit Sophia, geborene Prinzessin von Auersperg.
|                                                            |                                                            |                                                            |                                                            |                                                            |                                                            |  |  | Josef Chotek von Chotkow und Wognin (1776–1809) | Josef Chotek von Chotkow und Wognin (1776–1809) | Josef Chotek von Chotkow und Wognin (1776–1809) | Josef Chotek von Chotkow und Wognin (1776–1809) | Josef Chotek von Chotkow und Wognin (1776–1809) | Josef Chotek von Chotkow und Wognin (1776–1809) |  |  | Maria Sophia Regina von Auersperg                                     | Maria Sophia Regina von Auersperg                                     | Maria Sophia Regina von Auersperg                                     | Maria Sophia Regina von Auersperg                                     | Maria Sophia Regina von Auersperg                                     | Maria Sophia Regina von Auersperg                                     |  |  |                                    |                                    |                                    |                                    |                                    |                                    |
|                                                            |                                                            |                                                            |                                                            |                                                            |                                                            |  |  | Josef Chotek von Chotkow und Wognin (1776–1809) | Josef Chotek von Chotkow und Wognin (1776–1809) | Josef Chotek von Chotkow und Wognin (1776–1809) | Josef Chotek von Chotkow und Wognin (1776–1809) | Josef Chotek von Chotkow und Wognin (1776–1809) | Josef Chotek von Chotkow und Wognin (1776–1809) |  |  | Maria Sophia Regina von Auersperg                                     | Maria Sophia Regina von Auersperg                                     | Maria Sophia Regina von Auersperg                                     | Maria Sophia Regina von Auersperg                                     | Maria Sophia Regina von Auersperg                                     | Maria Sophia Regina von Auersperg                                     |  |  |                                    |                                    |                                    |                                    |                                    |                                    |
|                                                            |                                                            |                                                            |                                                            |                                                            |                                                            |  |  |                                                 |                                                 |                                                 |                                                 |                                                 |                                                 |  |  |                                                                       |                                                                       |                                                                       |                                                                       |                                                                       |                                                                       |  |  |                                    |                                    |                                    |                                    |                                    |                                    |
|                                                            |                                                            |                                                            |                                                            |                                                            |                                                            |  |  |                                                 |                                                 |                                                 |                                                 |                                                 |                                                 |  |  |                                                                       |                                                                       |                                                                       |                                                                       |                                                                       |                                                                       |  |  |                                    |                                    |                                    |                                    |                                    |                                    |
| Wilhelm Chotek von Chotkow und Wognin (1803–1850)          | Wilhelm Chotek von Chotkow und Wognin (1803–1850)          | Wilhelm Chotek von Chotkow und Wognin (1803–1850)          | Wilhelm Chotek von Chotkow und Wognin (1803–1850)          | Wilhelm Chotek von Chotkow und Wognin (1803–1850)          | Wilhelm Chotek von Chotkow und Wognin (1803–1850)          |  |  | Aloisia (Louisa) Ugarte                         | Aloisia (Louisa) Ugarte                         | Aloisia (Louisa) Ugarte                         | Aloisia (Louisa) Ugarte                         | Aloisia (Louisa) Ugarte                         | Aloisia (Louisa) Ugarte                         |  |  | Karl Chotek von Chotkow und Wognin (1805–1832)                        | Karl Chotek von Chotkow und Wognin (1805–1832)                        | Karl Chotek von Chotkow und Wognin (1805–1832)                        | Karl Chotek von Chotkow und Wognin (1805–1832)                        | Karl Chotek von Chotkow und Wognin (1805–1832)                        | Karl Chotek von Chotkow und Wognin (1805–1832)                        |  |  |                                    |                                    |                                    |                                    |                                    |                                    |
| Wilhelm Chotek von Chotkow und Wognin (1803–1850)          | Wilhelm Chotek von Chotkow und Wognin (1803–1850)          | Wilhelm Chotek von Chotkow und Wognin (1803–1850)          | Wilhelm Chotek von Chotkow und Wognin (1803–1850)          | Wilhelm Chotek von Chotkow und Wognin (1803–1850)          | Wilhelm Chotek von Chotkow und Wognin (1803–1850)          |  |  | Aloisia (Louisa) Ugarte                         | Aloisia (Louisa) Ugarte                         | Aloisia (Louisa) Ugarte                         | Aloisia (Louisa) Ugarte                         | Aloisia (Louisa) Ugarte                         | Aloisia (Louisa) Ugarte                         |  |  | Karl Chotek von Chotkow und Wognin (1805–1832)                        | Karl Chotek von Chotkow und Wognin (1805–1832)                        | Karl Chotek von Chotkow und Wognin (1805–1832)                        | Karl Chotek von Chotkow und Wognin (1805–1832)                        | Karl Chotek von Chotkow und Wognin (1805–1832)                        | Karl Chotek von Chotkow und Wognin (1805–1832)                        |  |  |                                    |                                    |                                    |                                    |                                    |                                    |
|                                                            |                                                            |                                                            |                                                            |                                                            |                                                            |  |  |                                                 |                                                 |                                                 |                                                 |                                                 |                                                 |  |  |                                                                       |                                                                       |                                                                       |                                                                       |                                                                       |                                                                       |  |  |                                    |                                    |                                    |                                    |                                    |                                    |
|                                                            |                                                            |                                                            |                                                            |                                                            |                                                            |  |  |                                                 |                                                 |                                                 |                                                 |                                                 |                                                 |  |  |                                                                       |                                                                       |                                                                       |                                                                       |                                                                       |                                                                       |  |  |                                    |                                    |                                    |                                    |                                    |                                    |
| Karolina Marie Chotkowa von Chotkow und Wognin (1837–1901) | Karolina Marie Chotkowa von Chotkow und Wognin (1837–1901) | Karolina Marie Chotkowa von Chotkow und Wognin (1837–1901) | Karolina Marie Chotkowa von Chotkow und Wognin (1837–1901) | Karolina Marie Chotkowa von Chotkow und Wognin (1837–1901) | Karolina Marie Chotkowa von Chotkow und Wognin (1837–1901) |  |  | Karl von Lützow                                 | Karl von Lützow                                 | Karl von Lützow                                 | Karl von Lützow                                 | Karl von Lützow                                 | Karl von Lützow                                 |  |  | Aloisia (Luise) Ernestina Chotkowa von Chotkow und Wognin (1840–1898) | Aloisia (Luise) Ernestina Chotkowa von Chotkow und Wognin (1840–1898) | Aloisia (Luise) Ernestina Chotkowa von Chotkow und Wognin (1840–1898) | Aloisia (Luise) Ernestina Chotkowa von Chotkow und Wognin (1840–1898) | Aloisia (Luise) Ernestina Chotkowa von Chotkow und Wognin (1840–1898) | Aloisia (Luise) Ernestina Chotkowa von Chotkow und Wognin (1840–1898) |  |  | Ernst Dentice Di Fresso e San Vito | Ernst Dentice Di Fresso e San Vito | Ernst Dentice Di Fresso e San Vito | Ernst Dentice Di Fresso e San Vito | Ernst Dentice Di Fresso e San Vito | Ernst Dentice Di Fresso e San Vito |
| Karolina Marie Chotkowa von Chotkow und Wognin (1837–1901) | Karolina Marie Chotkowa von Chotkow und Wognin (1837–1901) | Karolina Marie Chotkowa von Chotkow und Wognin (1837–1901) | Karolina Marie Chotkowa von Chotkow und Wognin (1837–1901) | Karolina Marie Chotkowa von Chotkow und Wognin (1837–1901) | Karolina Marie Chotkowa von Chotkow und Wognin (1837–1901) |  |  | Karl von Lützow                                 | Karl von Lützow                                 | Karl von Lützow                                 | Karl von Lützow                                 | Karl von Lützow                                 | Karl von Lützow                                 |  |  | Aloisia (Luise) Ernestina Chotkowa von Chotkow und Wognin (1840–1898) | Aloisia (Luise) Ernestina Chotkowa von Chotkow und Wognin (1840–1898) | Aloisia (Luise) Ernestina Chotkowa von Chotkow und Wognin (1840–1898) | Aloisia (Luise) Ernestina Chotkowa von Chotkow und Wognin (1840–1898) | Aloisia (Luise) Ernestina Chotkowa von Chotkow und Wognin (1840–1898) | Aloisia (Luise) Ernestina Chotkowa von Chotkow und Wognin (1840–1898) |  |  | Ernst Dentice Di Fresso e San Vito | Ernst Dentice Di Fresso e San Vito | Ernst Dentice Di Fresso e San Vito | Ernst Dentice Di Fresso e San Vito | Ernst Dentice Di Fresso e San Vito | Ernst Dentice Di Fresso e San Vito |

### Nachkommen des Karl Chotek
Beginnend mit: Karl Chotek von Chotkow (1783–1868), Gubernialpräsident in Prag, verehelicht am 9. Juni 1817 in Prag mit Marie Gräfin Berchtold, Freiin auf Ungarschitz, Pulitz und Fratting (1794–1878), Tochter des Anton Graf Berchtold, Freiherr zu Ungarschitz (Uhercice) in Süd-Mähren und der Marie, geborene Huszar de Szent-Barath.
| | | | | | |  |  | Karl Chotek von Chotkow und Wognin (1783–1868)                                          | Karl Chotek von Chotkow und Wognin (1783–1868)                                          | Karl Chotek von Chotkow und Wognin (1783–1868)                                          | Karl Chotek von Chotkow und Wognin (1783–1868)                                          | Karl Chotek von Chotkow und Wognin (1783–1868)                                          | Karl Chotek von Chotkow und Wognin (1783–1868)                                          |  |  | Maria Sophia Berchtold von Ungarschitz                                                                            | Maria Sophia Berchtold von Ungarschitz                                                                            | Maria Sophia Berchtold von Ungarschitz                                                                            | Maria Sophia Berchtold von Ungarschitz                                                                            | Maria Sophia Berchtold von Ungarschitz                                                                            | Maria Sophia Berchtold von Ungarschitz                                                                            |  |  |                                                                                |                                                                                |                                                                                |                                                                                |                                                                                |                                                                                |  |  |                                                                                      |                                                                                      |                                                                                      |                                                                                      |                                                                                      |                                                                                      |  |  |                                                                                  |                                                                                  |                                                                                  |                                                                                  |                                                                                  |                                                                                  |  |  |                                                                                |                                                                                |                                                                                |                                                                                |                                                                                |                                                                                |
| | | | | | |  |  | Karl Chotek von Chotkow und Wognin (1783–1868)                                          | Karl Chotek von Chotkow und Wognin (1783–1868)                                          | Karl Chotek von Chotkow und Wognin (1783–1868)                                          | Karl Chotek von Chotkow und Wognin (1783–1868)                                          | Karl Chotek von Chotkow und Wognin (1783–1868)                                          | Karl Chotek von Chotkow und Wognin (1783–1868)                                          |  |  | Maria Sophia Berchtold von Ungarschitz                                                                            | Maria Sophia Berchtold von Ungarschitz                                                                            | Maria Sophia Berchtold von Ungarschitz                                                                            | Maria Sophia Berchtold von Ungarschitz                                                                            | Maria Sophia Berchtold von Ungarschitz                                                                            | Maria Sophia Berchtold von Ungarschitz                                                                            |  |  |                                                                                |                                                                                |                                                                                |                                                                                |                                                                                |                                                                                |  |  |                                                                                      |                                                                                      |                                                                                      |                                                                                      |                                                                                      |                                                                                      |  |  |                                                                                  |                                                                                  |                                                                                  |                                                                                  |                                                                                  |                                                                                  |  |  |                                                                                |                                                                                |                                                                                |                                                                                |                                                                                |                                                                                |
| | | | | | |  |  |                                                                                         |                                                                                         |                                                                                         |                                                                                         |                                                                                         |                                                                                         |  |  | | | | | | |  |  |                                                                                |                                                                                |                                                                                |                                                                                |                                                                                |                                                                                |  |  |                                                                                      |                                                                                      |                                                                                      |                                                                                      |                                                                                      |                                                                                      |  |  |                                                                                  |                                                                                  |                                                                                  |                                                                                  |                                                                                  |                                                                                  |  |  |                                                                                |                                                                                |                                                                                |                                                                                |                                                                                |                                                                                |
| | | | | | |  |  |                                                                                         |                                                                                         |                                                                                         |                                                                                         |                                                                                         |                                                                                         |  |  | | | | | | |  |  |                                                                                |                                                                                |                                                                                |                                                                                |                                                                                |                                                                                |  |  |                                                                                      |                                                                                      |                                                                                      |                                                                                      |                                                                                      |                                                                                      |  |  |                                                                                  |                                                                                  |                                                                                  |                                                                                  |                                                                                  |                                                                                  |  |  |                                                                                |                                                                                |                                                                                |                                                                                |                                                                                |                                                                                |
| Franz Chotek von Chotkow und Wognin (1818–1818)                                                                                             | Franz Chotek von Chotkow und Wognin (1818–1818)                                                                                             | Franz Chotek von Chotkow und Wognin (1818–1818)                                                                                             | Franz Chotek von Chotkow und Wognin (1818–1818)                                                                                             | Franz Chotek von Chotkow und Wognin (1818–1818)                                                                                             | Franz Chotek von Chotkow und Wognin (1818–1818)                                                                                             |  |  | Karl Chotek von Chotkow und Wognin (1821–1821)                                          | Karl Chotek von Chotkow und Wognin (1821–1821)                                          | Karl Chotek von Chotkow und Wognin (1821–1821)                                          | Karl Chotek von Chotkow und Wognin (1821–1821)                                          | Karl Chotek von Chotkow und Wognin (1821–1821)                                          | Karl Chotek von Chotkow und Wognin (1821–1821)                                          |  |  | Anton Chotek von Chotkow und Wognin (1822–1883)                                                                   | Anton Chotek von Chotkow und Wognin (1822–1883)                                                                   | Anton Chotek von Chotkow und Wognin (1822–1883)                                                                   | Anton Chotek von Chotkow und Wognin (1822–1883)                                                                   | Anton Chotek von Chotkow und Wognin (1822–1883)                                                                   | Anton Chotek von Chotkow und Wognin (1822–1883)                                                                   |  |  | Olga Friederike Leontine von Moltke, Tochter des Paul Friedrich von Moltke     | Olga Friederike Leontine von Moltke, Tochter des Paul Friedrich von Moltke     | Olga Friederike Leontine von Moltke, Tochter des Paul Friedrich von Moltke     | Olga Friederike Leontine von Moltke, Tochter des Paul Friedrich von Moltke     | Olga Friederike Leontine von Moltke, Tochter des Paul Friedrich von Moltke     | Olga Friederike Leontine von Moltke, Tochter des Paul Friedrich von Moltke     |  |  | Emanuel Chotek von Chotkow und Wognin (1823–1843)                                    | Emanuel Chotek von Chotkow und Wognin (1823–1843)                                    | Emanuel Chotek von Chotkow und Wognin (1823–1843)                                    | Emanuel Chotek von Chotkow und Wognin (1823–1843)                                    | Emanuel Chotek von Chotkow und Wognin (1823–1843)                                    | Emanuel Chotek von Chotkow und Wognin (1823–1843)                                    |  |  | Ferdinand Chotek von Chotkow und Wognin (1826–1830)                              | Ferdinand Chotek von Chotkow und Wognin (1826–1830)                              | Ferdinand Chotek von Chotkow und Wognin (1826–1830)                              | Ferdinand Chotek von Chotkow und Wognin (1826–1830)                              | Ferdinand Chotek von Chotkow und Wognin (1826–1830)                              | Ferdinand Chotek von Chotkow und Wognin (1826–1830)                              |  |  |                                                                                |                                                                                |                                                                                |                                                                                |                                                                                |                                                                                |
| Franz Chotek von Chotkow und Wognin (1818–1818)                                                                                             | Franz Chotek von Chotkow und Wognin (1818–1818)                                                                                             | Franz Chotek von Chotkow und Wognin (1818–1818)                                                                                             | Franz Chotek von Chotkow und Wognin (1818–1818)                                                                                             | Franz Chotek von Chotkow und Wognin (1818–1818)                                                                                             | Franz Chotek von Chotkow und Wognin (1818–1818)                                                                                             |  |  | Karl Chotek von Chotkow und Wognin (1821–1821)                                          | Karl Chotek von Chotkow und Wognin (1821–1821)                                          | Karl Chotek von Chotkow und Wognin (1821–1821)                                          | Karl Chotek von Chotkow und Wognin (1821–1821)                                          | Karl Chotek von Chotkow und Wognin (1821–1821)                                          | Karl Chotek von Chotkow und Wognin (1821–1821)                                          |  |  | Anton Chotek von Chotkow und Wognin (1822–1883)                                                                   | Anton Chotek von Chotkow und Wognin (1822–1883)                                                                   | Anton Chotek von Chotkow und Wognin (1822–1883)                                                                   | Anton Chotek von Chotkow und Wognin (1822–1883)                                                                   | Anton Chotek von Chotkow und Wognin (1822–1883)                                                                   | Anton Chotek von Chotkow und Wognin (1822–1883)                                                                   |  |  | Olga Friederike Leontine von Moltke, Tochter des Paul Friedrich von Moltke     | Olga Friederike Leontine von Moltke, Tochter des Paul Friedrich von Moltke     | Olga Friederike Leontine von Moltke, Tochter des Paul Friedrich von Moltke     | Olga Friederike Leontine von Moltke, Tochter des Paul Friedrich von Moltke     | Olga Friederike Leontine von Moltke, Tochter des Paul Friedrich von Moltke     | Olga Friederike Leontine von Moltke, Tochter des Paul Friedrich von Moltke     |  |  | Emanuel Chotek von Chotkow und Wognin (1823–1843)                                    | Emanuel Chotek von Chotkow und Wognin (1823–1843)                                    | Emanuel Chotek von Chotkow und Wognin (1823–1843)                                    | Emanuel Chotek von Chotkow und Wognin (1823–1843)                                    | Emanuel Chotek von Chotkow und Wognin (1823–1843)                                    | Emanuel Chotek von Chotkow und Wognin (1823–1843)                                    |  |  | Ferdinand Chotek von Chotkow und Wognin (1826–1830)                              | Ferdinand Chotek von Chotkow und Wognin (1826–1830)                              | Ferdinand Chotek von Chotkow und Wognin (1826–1830)                              | Ferdinand Chotek von Chotkow und Wognin (1826–1830)                              | Ferdinand Chotek von Chotkow und Wognin (1826–1830)                              | Ferdinand Chotek von Chotkow und Wognin (1826–1830)                              |  |  |                                                                                |                                                                                |                                                                                |                                                                                |                                                                                |                                                                                |
| | | | | | |  |  |                                                                                         |                                                                                         |                                                                                         |                                                                                         |                                                                                         |                                                                                         |  |  | | | | | | |  |  |                                                                                |                                                                                |                                                                                |                                                                                |                                                                                |                                                                                |  |  |                                                                                      |                                                                                      |                                                                                      |                                                                                      |                                                                                      |                                                                                      |  |  |                                                                                  |                                                                                  |                                                                                  |                                                                                  |                                                                                  |                                                                                  |  |  |                                                                                |                                                                                |                                                                                |                                                                                |                                                                                |                                                                                |
| | | | | | |  |  |                                                                                         |                                                                                         |                                                                                         |                                                                                         |                                                                                         |                                                                                         |  |  | | | | | | |  |  |                                                                                |                                                                                |                                                                                |                                                                                |                                                                                |                                                                                |  |  |                                                                                      |                                                                                      |                                                                                      |                                                                                      |                                                                                      |                                                                                      |  |  |                                                                                  |                                                                                  |                                                                                  |                                                                                  |                                                                                  |                                                                                  |  |  |                                                                                |                                                                                |                                                                                |                                                                                |                                                                                |                                                                                |
| Bohuslaw Chotek von Chotkow und Wognin (1829–1896)                                                                                          | Bohuslaw Chotek von Chotkow und Wognin (1829–1896)                                                                                          | Bohuslaw Chotek von Chotkow und Wognin (1829–1896)                                                                                          | Bohuslaw Chotek von Chotkow und Wognin (1829–1896)                                                                                          | Bohuslaw Chotek von Chotkow und Wognin (1829–1896)                                                                                          | Bohuslaw Chotek von Chotkow und Wognin (1829–1896)                                                                                          |  |  | Wilhelmine Kinsky von Wchinitz und Tettau                                               | Wilhelmine Kinsky von Wchinitz und Tettau                                               | Wilhelmine Kinsky von Wchinitz und Tettau                                               | Wilhelmine Kinsky von Wchinitz und Tettau                                               | Wilhelmine Kinsky von Wchinitz und Tettau                                               | Wilhelmine Kinsky von Wchinitz und Tettau                                               |  |  | | | | | | |  |  |                                                                                |                                                                                |                                                                                |                                                                                |                                                                                |                                                                                |  |  |                                                                                      |                                                                                      |                                                                                      |                                                                                      |                                                                                      |                                                                                      |  |  |                                                                                  |                                                                                  |                                                                                  |                                                                                  |                                                                                  |                                                                                  |  |  |                                                                                |                                                                                |                                                                                |                                                                                |                                                                                |                                                                                |
| Bohuslaw Chotek von Chotkow und Wognin (1829–1896)                                                                                          | Bohuslaw Chotek von Chotkow und Wognin (1829–1896)                                                                                          | Bohuslaw Chotek von Chotkow und Wognin (1829–1896)                                                                                          | Bohuslaw Chotek von Chotkow und Wognin (1829–1896)                                                                                          | Bohuslaw Chotek von Chotkow und Wognin (1829–1896)                                                                                          | Bohuslaw Chotek von Chotkow und Wognin (1829–1896)                                                                                          |  |  | Wilhelmine Kinsky von Wchinitz und Tettau                                               | Wilhelmine Kinsky von Wchinitz und Tettau                                               | Wilhelmine Kinsky von Wchinitz und Tettau                                               | Wilhelmine Kinsky von Wchinitz und Tettau                                               | Wilhelmine Kinsky von Wchinitz und Tettau                                               | Wilhelmine Kinsky von Wchinitz und Tettau                                               |  |  | | | | | | |  |  |                                                                                |                                                                                |                                                                                |                                                                                |                                                                                |                                                                                |  |  |                                                                                      |                                                                                      |                                                                                      |                                                                                      |                                                                                      |                                                                                      |  |  |                                                                                  |                                                                                  |                                                                                  |                                                                                  |                                                                                  |                                                                                  |  |  |                                                                                |                                                                                |                                                                                |                                                                                |                                                                                |                                                                                |
| | | | | | |  |  |                                                                                         |                                                                                         |                                                                                         |                                                                                         |                                                                                         |                                                                                         |  |  | | | | | | |  |  |                                                                                |                                                                                |                                                                                |                                                                                |                                                                                |                                                                                |  |  |                                                                                      |                                                                                      |                                                                                      |                                                                                      |                                                                                      |                                                                                      |  |  |                                                                                  |                                                                                  |                                                                                  |                                                                                  |                                                                                  |                                                                                  |  |  |                                                                                |                                                                                |                                                                                |                                                                                |                                                                                |                                                                                |
| | | | | | |  |  |                                                                                         |                                                                                         |                                                                                         |                                                                                         |                                                                                         |                                                                                         |  |  | | | | | | |  |  |                                                                                |                                                                                |                                                                                |                                                                                |                                                                                |                                                                                |  |  |                                                                                      |                                                                                      |                                                                                      |                                                                                      |                                                                                      |                                                                                      |  |  |                                                                                  |                                                                                  |                                                                                  |                                                                                  |                                                                                  |                                                                                  |  |  |                                                                                |                                                                                |                                                                                |                                                                                |                                                                                |                                                                                |
| | | | | | |  |  | Karl Maria Paul Anton Boguslaw Chotek von Chotkow und Wognin (1853–1926)                | Karl Maria Paul Anton Boguslaw Chotek von Chotkow und Wognin (1853–1926)                | Karl Maria Paul Anton Boguslaw Chotek von Chotkow und Wognin (1853–1926)                | Karl Maria Paul Anton Boguslaw Chotek von Chotkow und Wognin (1853–1926)                | Karl Maria Paul Anton Boguslaw Chotek von Chotkow und Wognin (1853–1926)                | Karl Maria Paul Anton Boguslaw Chotek von Chotkow und Wognin (1853–1926)                |  |  | Adelhaid „Ada“ Marie Therese zu Hohenlohe-Langenburg                                                              | Adelhaid „Ada“ Marie Therese zu Hohenlohe-Langenburg                                                              | Adelhaid „Ada“ Marie Therese zu Hohenlohe-Langenburg                                                              | Adelhaid „Ada“ Marie Therese zu Hohenlohe-Langenburg                                                              | Adelhaid „Ada“ Marie Therese zu Hohenlohe-Langenburg                                                              | Adelhaid „Ada“ Marie Therese zu Hohenlohe-Langenburg                                                              |  |  | Marie Sophie Olga Karoline Antonie Chotkowa von Chotkow und Wognin (1855–1941) | Marie Sophie Olga Karoline Antonie Chotkowa von Chotkow und Wognin (1855–1941) | Marie Sophie Olga Karoline Antonie Chotkowa von Chotkow und Wognin (1855–1941) | Marie Sophie Olga Karoline Antonie Chotkowa von Chotkow und Wognin (1855–1941) | Marie Sophie Olga Karoline Antonie Chotkowa von Chotkow und Wognin (1855–1941) | Marie Sophie Olga Karoline Antonie Chotkowa von Chotkow und Wognin (1855–1941) |  |  | Heinrich Maria von Nostitz-Rieneck                                                   | Heinrich Maria von Nostitz-Rieneck                                                   | Heinrich Maria von Nostitz-Rieneck                                                   | Heinrich Maria von Nostitz-Rieneck                                                   | Heinrich Maria von Nostitz-Rieneck                                                   | Heinrich Maria von Nostitz-Rieneck                                                   |  |  | Olga Sophie Marie Natalie Antonie Chotkowa von Chotkow und Wognin (1860–1934)    | Olga Sophie Marie Natalie Antonie Chotkowa von Chotkow und Wognin (1860–1934)    | Olga Sophie Marie Natalie Antonie Chotkowa von Chotkow und Wognin (1860–1934)    | Olga Sophie Marie Natalie Antonie Chotkowa von Chotkow und Wognin (1860–1934)    | Olga Sophie Marie Natalie Antonie Chotkowa von Chotkow und Wognin (1860–1934)    | Olga Sophie Marie Natalie Antonie Chotkowa von Chotkow und Wognin (1860–1934)    |  |  |                                                                                |                                                                                |                                                                                |                                                                                |                                                                                |                                                                                |
| | | | | | |  |  | Karl Maria Paul Anton Boguslaw Chotek von Chotkow und Wognin (1853–1926)                | Karl Maria Paul Anton Boguslaw Chotek von Chotkow und Wognin (1853–1926)                | Karl Maria Paul Anton Boguslaw Chotek von Chotkow und Wognin (1853–1926)                | Karl Maria Paul Anton Boguslaw Chotek von Chotkow und Wognin (1853–1926)                | Karl Maria Paul Anton Boguslaw Chotek von Chotkow und Wognin (1853–1926)                | Karl Maria Paul Anton Boguslaw Chotek von Chotkow und Wognin (1853–1926)                |  |  | Adelhaid „Ada“ Marie Therese zu Hohenlohe-Langenburg                                                              | Adelhaid „Ada“ Marie Therese zu Hohenlohe-Langenburg                                                              | Adelhaid „Ada“ Marie Therese zu Hohenlohe-Langenburg                                                              | Adelhaid „Ada“ Marie Therese zu Hohenlohe-Langenburg                                                              | Adelhaid „Ada“ Marie Therese zu Hohenlohe-Langenburg                                                              | Adelhaid „Ada“ Marie Therese zu Hohenlohe-Langenburg                                                              |  |  | Marie Sophie Olga Karoline Antonie Chotkowa von Chotkow und Wognin (1855–1941) | Marie Sophie Olga Karoline Antonie Chotkowa von Chotkow und Wognin (1855–1941) | Marie Sophie Olga Karoline Antonie Chotkowa von Chotkow und Wognin (1855–1941) | Marie Sophie Olga Karoline Antonie Chotkowa von Chotkow und Wognin (1855–1941) | Marie Sophie Olga Karoline Antonie Chotkowa von Chotkow und Wognin (1855–1941) | Marie Sophie Olga Karoline Antonie Chotkowa von Chotkow und Wognin (1855–1941) |  |  | Heinrich Maria von Nostitz-Rieneck                                                   | Heinrich Maria von Nostitz-Rieneck                                                   | Heinrich Maria von Nostitz-Rieneck                                                   | Heinrich Maria von Nostitz-Rieneck                                                   | Heinrich Maria von Nostitz-Rieneck                                                   | Heinrich Maria von Nostitz-Rieneck                                                   |  |  | Olga Sophie Marie Natalie Antonie Chotkowa von Chotkow und Wognin (1860–1934)    | Olga Sophie Marie Natalie Antonie Chotkowa von Chotkow und Wognin (1860–1934)    | Olga Sophie Marie Natalie Antonie Chotkowa von Chotkow und Wognin (1860–1934)    | Olga Sophie Marie Natalie Antonie Chotkowa von Chotkow und Wognin (1860–1934)    | Olga Sophie Marie Natalie Antonie Chotkowa von Chotkow und Wognin (1860–1934)    | Olga Sophie Marie Natalie Antonie Chotkowa von Chotkow und Wognin (1860–1934)    |  |  |                                                                                |                                                                                |                                                                                |                                                                                |                                                                                |                                                                                |
| | | | | | |  |  |                                                                                         |                                                                                         |                                                                                         |                                                                                         |                                                                                         |                                                                                         |  |  | | | | | | |  |  |                                                                                |                                                                                |                                                                                |                                                                                |                                                                                |                                                                                |  |  |                                                                                      |                                                                                      |                                                                                      |                                                                                      |                                                                                      |                                                                                      |  |  |                                                                                  |                                                                                  |                                                                                  |                                                                                  |                                                                                  |                                                                                  |  |  |                                                                                |                                                                                |                                                                                |                                                                                |                                                                                |                                                                                |
| | | | | | |  |  |                                                                                         |                                                                                         |                                                                                         |                                                                                         |                                                                                         |                                                                                         |  |  | | | | | | |  |  |                                                                                |                                                                                |                                                                                |                                                                                |                                                                                |                                                                                |  |  |                                                                                      |                                                                                      |                                                                                      |                                                                                      |                                                                                      |                                                                                      |  |  |                                                                                  |                                                                                  |                                                                                  |                                                                                  |                                                                                  |                                                                                  |  |  |                                                                                |                                                                                |                                                                                |                                                                                |                                                                                |                                                                                |
| | | | | | |  |  | Karl Maria Ladislav Anton Johann Josef Pascal Chotek von Chotkow und Wognin (1887–1970) | Karl Maria Ladislav Anton Johann Josef Pascal Chotek von Chotkow und Wognin (1887–1970) | Karl Maria Ladislav Anton Johann Josef Pascal Chotek von Chotkow und Wognin (1887–1970) | Karl Maria Ladislav Anton Johann Josef Pascal Chotek von Chotkow und Wognin (1887–1970) | Karl Maria Ladislav Anton Johann Josef Pascal Chotek von Chotkow und Wognin (1887–1970) | Karl Maria Ladislav Anton Johann Josef Pascal Chotek von Chotkow und Wognin (1887–1970) |  |  | Livia Klara Mailáth von Székhely                                                                                  | Livia Klara Mailáth von Székhely                                                                                  | Livia Klara Mailáth von Székhely                                                                                  | Livia Klara Mailáth von Székhely                                                                                  | Livia Klara Mailáth von Székhely                                                                                  | Livia Klara Mailáth von Székhely                                                                                  |  |  | Antoinette Marie Chotkowa von Chotkow und Wognin (1888–1910)                   | Antoinette Marie Chotkowa von Chotkow und Wognin (1888–1910)                   | Antoinette Marie Chotkowa von Chotkow und Wognin (1888–1910)                   | Antoinette Marie Chotkowa von Chotkow und Wognin (1888–1910)                   | Antoinette Marie Chotkowa von Chotkow und Wognin (1888–1910)                   | Antoinette Marie Chotkowa von Chotkow und Wognin (1888–1910)                   |  |  | Ada Marie Gabriele Chotkowa von Chotkow und Wognín (1890–1939)                       | Ada Marie Gabriele Chotkowa von Chotkow und Wognín (1890–1939)                       | Ada Marie Gabriele Chotkowa von Chotkow und Wognín (1890–1939)                       | Ada Marie Gabriele Chotkowa von Chotkow und Wognín (1890–1939)                       | Ada Marie Gabriele Chotkowa von Chotkow und Wognín (1890–1939)                       | Ada Marie Gabriele Chotkowa von Chotkow und Wognín (1890–1939)                       |  |  |                                                                                  |                                                                                  |                                                                                  |                                                                                  |                                                                                  |                                                                                  |  |  |                                                                                |                                                                                |                                                                                |                                                                                |                                                                                |                                                                                |
| | | | | | |  |  | Karl Maria Ladislav Anton Johann Josef Pascal Chotek von Chotkow und Wognin (1887–1970) | Karl Maria Ladislav Anton Johann Josef Pascal Chotek von Chotkow und Wognin (1887–1970) | Karl Maria Ladislav Anton Johann Josef Pascal Chotek von Chotkow und Wognin (1887–1970) | Karl Maria Ladislav Anton Johann Josef Pascal Chotek von Chotkow und Wognin (1887–1970) | Karl Maria Ladislav Anton Johann Josef Pascal Chotek von Chotkow und Wognin (1887–1970) | Karl Maria Ladislav Anton Johann Josef Pascal Chotek von Chotkow und Wognin (1887–1970) |  |  | Livia Klara Mailáth von Székhely                                                                                  | Livia Klara Mailáth von Székhely                                                                                  | Livia Klara Mailáth von Székhely                                                                                  | Livia Klara Mailáth von Székhely                                                                                  | Livia Klara Mailáth von Székhely                                                                                  | Livia Klara Mailáth von Székhely                                                                                  |  |  | Antoinette Marie Chotkowa von Chotkow und Wognin (1888–1910)                   | Antoinette Marie Chotkowa von Chotkow und Wognin (1888–1910)                   | Antoinette Marie Chotkowa von Chotkow und Wognin (1888–1910)                   | Antoinette Marie Chotkowa von Chotkow und Wognin (1888–1910)                   | Antoinette Marie Chotkowa von Chotkow und Wognin (1888–1910)                   | Antoinette Marie Chotkowa von Chotkow und Wognin (1888–1910)                   |  |  | Ada Marie Gabriele Chotkowa von Chotkow und Wognín (1890–1939)                       | Ada Marie Gabriele Chotkowa von Chotkow und Wognín (1890–1939)                       | Ada Marie Gabriele Chotkowa von Chotkow und Wognín (1890–1939)                       | Ada Marie Gabriele Chotkowa von Chotkow und Wognín (1890–1939)                       | Ada Marie Gabriele Chotkowa von Chotkow und Wognín (1890–1939)                       | Ada Marie Gabriele Chotkowa von Chotkow und Wognín (1890–1939)                       |  |  |                                                                                  |                                                                                  |                                                                                  |                                                                                  |                                                                                  |                                                                                  |  |  |                                                                                |                                                                                |                                                                                |                                                                                |                                                                                |                                                                                |
| | | | | | |  |  |                                                                                         |                                                                                         |                                                                                         |                                                                                         |                                                                                         |                                                                                         |  |  | | | | | | |  |  |                                                                                |                                                                                |                                                                                |                                                                                |                                                                                |                                                                                |  |  |                                                                                      |                                                                                      |                                                                                      |                                                                                      |                                                                                      |                                                                                      |  |  |                                                                                  |                                                                                  |                                                                                  |                                                                                  |                                                                                  |                                                                                  |  |  |                                                                                |                                                                                |                                                                                |                                                                                |                                                                                |                                                                                |
| | | | | | |  |  |                                                                                         |                                                                                         |                                                                                         |                                                                                         |                                                                                         |                                                                                         |  |  | | | | | | |  |  |                                                                                |                                                                                |                                                                                |                                                                                |                                                                                |                                                                                |  |  |                                                                                      |                                                                                      |                                                                                      |                                                                                      |                                                                                      |                                                                                      |  |  |                                                                                  |                                                                                  |                                                                                  |                                                                                  |                                                                                  |                                                                                  |  |  |                                                                                |                                                                                |                                                                                |                                                                                |                                                                                |                                                                                |
| Wolfgang Maria Karl Wilhelm Boguslaw Josef Chotek von Chotkow und Wognin Am 30. Januar 1901 genannt Graf von Künell auf Nedamov (1860–1926) | Wolfgang Maria Karl Wilhelm Boguslaw Josef Chotek von Chotkow und Wognin Am 30. Januar 1901 genannt Graf von Künell auf Nedamov (1860–1926) | Wolfgang Maria Karl Wilhelm Boguslaw Josef Chotek von Chotkow und Wognin Am 30. Januar 1901 genannt Graf von Künell auf Nedamov (1860–1926) | Wolfgang Maria Karl Wilhelm Boguslaw Josef Chotek von Chotkow und Wognin Am 30. Januar 1901 genannt Graf von Künell auf Nedamov (1860–1926) | Wolfgang Maria Karl Wilhelm Boguslaw Josef Chotek von Chotkow und Wognin Am 30. Januar 1901 genannt Graf von Künell auf Nedamov (1860–1926) | Wolfgang Maria Karl Wilhelm Boguslaw Josef Chotek von Chotkow und Wognin Am 30. Januar 1901 genannt Graf von Künell auf Nedamov (1860–1926) |  |  | Anna Elisabeth von Künell                                                               | Anna Elisabeth von Künell                                                               | Anna Elisabeth von Künell                                                               | Anna Elisabeth von Künell                                                               | Anna Elisabeth von Künell                                                               | Anna Elisabeth von Künell                                                               |  |  | Zdenka (Sidonia) Marie Chotkowa von Chotkow und Wognin (1861–1946)                                                | Zdenka (Sidonia) Marie Chotkowa von Chotkow und Wognin (1861–1946)                                                | Zdenka (Sidonia) Marie Chotkowa von Chotkow und Wognin (1861–1946)                                                | Zdenka (Sidonia) Marie Chotkowa von Chotkow und Wognin (1861–1946)                                                | Zdenka (Sidonia) Marie Chotkowa von Chotkow und Wognin (1861–1946)                                                | Zdenka (Sidonia) Marie Chotkowa von Chotkow und Wognin (1861–1946)                                                |  |  | Maria Pia Chotkowa von Chotkow und Wognin (1863–1935)                          | Maria Pia Chotkowa von Chotkow und Wognin (1863–1935)                          | Maria Pia Chotkowa von Chotkow und Wognin (1863–1935)                          | Maria Pia Chotkowa von Chotkow und Wognin (1863–1935)                          | Maria Pia Chotkowa von Chotkow und Wognin (1863–1935)                          | Maria Pia Chotkowa von Chotkow und Wognin (1863–1935)                          |  |  | Joachim Franz de Paula Friedrich Desiderius Maria Josef Romedius von Thun-Hohenstein | Joachim Franz de Paula Friedrich Desiderius Maria Josef Romedius von Thun-Hohenstein | Joachim Franz de Paula Friedrich Desiderius Maria Josef Romedius von Thun-Hohenstein | Joachim Franz de Paula Friedrich Desiderius Maria Josef Romedius von Thun-Hohenstein | Joachim Franz de Paula Friedrich Desiderius Maria Josef Romedius von Thun-Hohenstein | Joachim Franz de Paula Friedrich Desiderius Maria Josef Romedius von Thun-Hohenstein |  |  | Karolina „Kara“ Maria Olga Elisabeth Chotkova von Chotkow und Wognin (1865–1919) | Karolina „Kara“ Maria Olga Elisabeth Chotkova von Chotkow und Wognin (1865–1919) | Karolina „Kara“ Maria Olga Elisabeth Chotkova von Chotkow und Wognin (1865–1919) | Karolina „Kara“ Maria Olga Elisabeth Chotkova von Chotkow und Wognin (1865–1919) | Karolina „Kara“ Maria Olga Elisabeth Chotkova von Chotkow und Wognin (1865–1919) | Karolina „Kara“ Maria Olga Elisabeth Chotkova von Chotkow und Wognin (1865–1919) |  |  | Leopold Abraham Maria von Nostitz-Rieneck                                      | Leopold Abraham Maria von Nostitz-Rieneck                                      | Leopold Abraham Maria von Nostitz-Rieneck                                      | Leopold Abraham Maria von Nostitz-Rieneck                                      | Leopold Abraham Maria von Nostitz-Rieneck                                      | Leopold Abraham Maria von Nostitz-Rieneck                                      |
| Wolfgang Maria Karl Wilhelm Boguslaw Josef Chotek von Chotkow und Wognin Am 30. Januar 1901 genannt Graf von Künell auf Nedamov (1860–1926) | Wolfgang Maria Karl Wilhelm Boguslaw Josef Chotek von Chotkow und Wognin Am 30. Januar 1901 genannt Graf von Künell auf Nedamov (1860–1926) | Wolfgang Maria Karl Wilhelm Boguslaw Josef Chotek von Chotkow und Wognin Am 30. Januar 1901 genannt Graf von Künell auf Nedamov (1860–1926) | Wolfgang Maria Karl Wilhelm Boguslaw Josef Chotek von Chotkow und Wognin Am 30. Januar 1901 genannt Graf von Künell auf Nedamov (1860–1926) | Wolfgang Maria Karl Wilhelm Boguslaw Josef Chotek von Chotkow und Wognin Am 30. Januar 1901 genannt Graf von Künell auf Nedamov (1860–1926) | Wolfgang Maria Karl Wilhelm Boguslaw Josef Chotek von Chotkow und Wognin Am 30. Januar 1901 genannt Graf von Künell auf Nedamov (1860–1926) |  |  | Anna Elisabeth von Künell                                                               | Anna Elisabeth von Künell                                                               | Anna Elisabeth von Künell                                                               | Anna Elisabeth von Künell                                                               | Anna Elisabeth von Künell                                                               | Anna Elisabeth von Künell                                                               |  |  | Zdenka (Sidonia) Marie Chotkowa von Chotkow und Wognin (1861–1946)                                                | Zdenka (Sidonia) Marie Chotkowa von Chotkow und Wognin (1861–1946)                                                | Zdenka (Sidonia) Marie Chotkowa von Chotkow und Wognin (1861–1946)                                                | Zdenka (Sidonia) Marie Chotkowa von Chotkow und Wognin (1861–1946)                                                | Zdenka (Sidonia) Marie Chotkowa von Chotkow und Wognin (1861–1946)                                                | Zdenka (Sidonia) Marie Chotkowa von Chotkow und Wognin (1861–1946)                                                |  |  | Maria Pia Chotkowa von Chotkow und Wognin (1863–1935)                          | Maria Pia Chotkowa von Chotkow und Wognin (1863–1935)                          | Maria Pia Chotkowa von Chotkow und Wognin (1863–1935)                          | Maria Pia Chotkowa von Chotkow und Wognin (1863–1935)                          | Maria Pia Chotkowa von Chotkow und Wognin (1863–1935)                          | Maria Pia Chotkowa von Chotkow und Wognin (1863–1935)                          |  |  | Joachim Franz de Paula Friedrich Desiderius Maria Josef Romedius von Thun-Hohenstein | Joachim Franz de Paula Friedrich Desiderius Maria Josef Romedius von Thun-Hohenstein | Joachim Franz de Paula Friedrich Desiderius Maria Josef Romedius von Thun-Hohenstein | Joachim Franz de Paula Friedrich Desiderius Maria Josef Romedius von Thun-Hohenstein | Joachim Franz de Paula Friedrich Desiderius Maria Josef Romedius von Thun-Hohenstein | Joachim Franz de Paula Friedrich Desiderius Maria Josef Romedius von Thun-Hohenstein |  |  | Karolina „Kara“ Maria Olga Elisabeth Chotkova von Chotkow und Wognin (1865–1919) | Karolina „Kara“ Maria Olga Elisabeth Chotkova von Chotkow und Wognin (1865–1919) | Karolina „Kara“ Maria Olga Elisabeth Chotkova von Chotkow und Wognin (1865–1919) | Karolina „Kara“ Maria Olga Elisabeth Chotkova von Chotkow und Wognin (1865–1919) | Karolina „Kara“ Maria Olga Elisabeth Chotkova von Chotkow und Wognin (1865–1919) | Karolina „Kara“ Maria Olga Elisabeth Chotkova von Chotkow und Wognin (1865–1919) |  |  | Leopold Abraham Maria von Nostitz-Rieneck                                      | Leopold Abraham Maria von Nostitz-Rieneck                                      | Leopold Abraham Maria von Nostitz-Rieneck                                      | Leopold Abraham Maria von Nostitz-Rieneck                                      | Leopold Abraham Maria von Nostitz-Rieneck                                      | Leopold Abraham Maria von Nostitz-Rieneck                                      |
| | | | | | |  |  |                                                                                         |                                                                                         |                                                                                         |                                                                                         |                                                                                         |                                                                                         |  |  | | | | | | |  |  |                                                                                |                                                                                |                                                                                |                                                                                |                                                                                |                                                                                |  |  |                                                                                      |                                                                                      |                                                                                      |                                                                                      |                                                                                      |                                                                                      |  |  |                                                                                  |                                                                                  |                                                                                  |                                                                                  |                                                                                  |                                                                                  |  |  |                                                                                |                                                                                |                                                                                |                                                                                |                                                                                |                                                                                |
| | | | | | |  |  |                                                                                         |                                                                                         |                                                                                         |                                                                                         |                                                                                         |                                                                                         |  |  | | | | | | |  |  |                                                                                |                                                                                |                                                                                |                                                                                |                                                                                |                                                                                |  |  |                                                                                      |                                                                                      |                                                                                      |                                                                                      |                                                                                      |                                                                                      |  |  |                                                                                  |                                                                                  |                                                                                  |                                                                                  |                                                                                  |                                                                                  |  |  |                                                                                |                                                                                |                                                                                |                                                                                |                                                                                |                                                                                |
| Emilie Anna von Künell auf Nedamov (1902–?)                                                                                                 | Emilie Anna von Künell auf Nedamov (1902–?)                                                                                                 | Emilie Anna von Künell auf Nedamov (1902–?)                                                                                                 | Emilie Anna von Künell auf Nedamov (1902–?)                                                                                                 | Emilie Anna von Künell auf Nedamov (1902–?)                                                                                                 | Emilie Anna von Künell auf Nedamov (1902–?)                                                                                                 |  |  |                                                                                         |                                                                                         |                                                                                         |                                                                                         |                                                                                         |                                                                                         |  |  | Sofia Maria Josefina Albina Chotkowa von Chotkow und Wognin (1868–1914) Ab 4. Oktober, 1900 Fürstin von Hohenberg | Sofia Maria Josefina Albina Chotkowa von Chotkow und Wognin (1868–1914) Ab 4. Oktober, 1900 Fürstin von Hohenberg | Sofia Maria Josefina Albina Chotkowa von Chotkow und Wognin (1868–1914) Ab 4. Oktober, 1900 Fürstin von Hohenberg | Sofia Maria Josefina Albina Chotkowa von Chotkow und Wognin (1868–1914) Ab 4. Oktober, 1900 Fürstin von Hohenberg | Sofia Maria Josefina Albina Chotkowa von Chotkow und Wognin (1868–1914) Ab 4. Oktober, 1900 Fürstin von Hohenberg | Sofia Maria Josefina Albina Chotkowa von Chotkow und Wognin (1868–1914) Ab 4. Oktober, 1900 Fürstin von Hohenberg |  |  | Franz Ferdinand Karl Ludwig Joseph Maria Habsburg-Lothringen-D'Este            | Franz Ferdinand Karl Ludwig Joseph Maria Habsburg-Lothringen-D'Este            | Franz Ferdinand Karl Ludwig Joseph Maria Habsburg-Lothringen-D'Este            | Franz Ferdinand Karl Ludwig Joseph Maria Habsburg-Lothringen-D'Este            | Franz Ferdinand Karl Ludwig Joseph Maria Habsburg-Lothringen-D'Este            | Franz Ferdinand Karl Ludwig Joseph Maria Habsburg-Lothringen-D'Este            |  |  | Teresia Chotkowa von Chotkow und Wognin (1871–1871)                                  | Teresia Chotkowa von Chotkow und Wognin (1871–1871)                                  | Teresia Chotkowa von Chotkow und Wognin (1871–1871)                                  | Teresia Chotkowa von Chotkow und Wognin (1871–1871)                                  | Teresia Chotkowa von Chotkow und Wognin (1871–1871)                                  | Teresia Chotkowa von Chotkow und Wognin (1871–1871)                                  |  |  | Oktavia Maria Josefina Karolina Chotkowa von Chotkow und Wognin (1873–1946)      | Oktavia Maria Josefina Karolina Chotkowa von Chotkow und Wognin (1873–1946)      | Oktavia Maria Josefina Karolina Chotkowa von Chotkow und Wognin (1873–1946)      | Oktavia Maria Josefina Karolina Chotkowa von Chotkow und Wognin (1873–1946)      | Oktavia Maria Josefina Karolina Chotkowa von Chotkow und Wognin (1873–1946)      | Oktavia Maria Josefina Karolina Chotkowa von Chotkow und Wognin (1873–1946)      |  |  | Joachim Maria Joseph Franz de Paula Anton Alfred Alfons von Schönburg-Glauchau | Joachim Maria Joseph Franz de Paula Anton Alfred Alfons von Schönburg-Glauchau | Joachim Maria Joseph Franz de Paula Anton Alfred Alfons von Schönburg-Glauchau | Joachim Maria Joseph Franz de Paula Anton Alfred Alfons von Schönburg-Glauchau | Joachim Maria Joseph Franz de Paula Anton Alfred Alfons von Schönburg-Glauchau | Joachim Maria Joseph Franz de Paula Anton Alfred Alfons von Schönburg-Glauchau |
| Emilie Anna von Künell auf Nedamov (1902–?)                                                                                                 | Emilie Anna von Künell auf Nedamov (1902–?)                                                                                                 | Emilie Anna von Künell auf Nedamov (1902–?)                                                                                                 | Emilie Anna von Künell auf Nedamov (1902–?)                                                                                                 | Emilie Anna von Künell auf Nedamov (1902–?)                                                                                                 | Emilie Anna von Künell auf Nedamov (1902–?)                                                                                                 |  |  |                                                                                         |                                                                                         |                                                                                         |                                                                                         |                                                                                         |                                                                                         |  |  | Sofia Maria Josefina Albina Chotkowa von Chotkow und Wognin (1868–1914) Ab 4. Oktober, 1900 Fürstin von Hohenberg | Sofia Maria Josefina Albina Chotkowa von Chotkow und Wognin (1868–1914) Ab 4. Oktober, 1900 Fürstin von Hohenberg | Sofia Maria Josefina Albina Chotkowa von Chotkow und Wognin (1868–1914) Ab 4. Oktober, 1900 Fürstin von Hohenberg | Sofia Maria Josefina Albina Chotkowa von Chotkow und Wognin (1868–1914) Ab 4. Oktober, 1900 Fürstin von Hohenberg | Sofia Maria Josefina Albina Chotkowa von Chotkow und Wognin (1868–1914) Ab 4. Oktober, 1900 Fürstin von Hohenberg | Sofia Maria Josefina Albina Chotkowa von Chotkow und Wognin (1868–1914) Ab 4. Oktober, 1900 Fürstin von Hohenberg |  |  | Franz Ferdinand Karl Ludwig Joseph Maria Habsburg-Lothringen-D'Este            | Franz Ferdinand Karl Ludwig Joseph Maria Habsburg-Lothringen-D'Este            | Franz Ferdinand Karl Ludwig Joseph Maria Habsburg-Lothringen-D'Este            | Franz Ferdinand Karl Ludwig Joseph Maria Habsburg-Lothringen-D'Este            | Franz Ferdinand Karl Ludwig Joseph Maria Habsburg-Lothringen-D'Este            | Franz Ferdinand Karl Ludwig Joseph Maria Habsburg-Lothringen-D'Este            |  |  | Teresia Chotkowa von Chotkow und Wognin (1871–1871)                                  | Teresia Chotkowa von Chotkow und Wognin (1871–1871)                                  | Teresia Chotkowa von Chotkow und Wognin (1871–1871)                                  | Teresia Chotkowa von Chotkow und Wognin (1871–1871)                                  | Teresia Chotkowa von Chotkow und Wognin (1871–1871)                                  | Teresia Chotkowa von Chotkow und Wognin (1871–1871)                                  |  |  | Oktavia Maria Josefina Karolina Chotkowa von Chotkow und Wognin (1873–1946)      | Oktavia Maria Josefina Karolina Chotkowa von Chotkow und Wognin (1873–1946)      | Oktavia Maria Josefina Karolina Chotkowa von Chotkow und Wognin (1873–1946)      | Oktavia Maria Josefina Karolina Chotkowa von Chotkow und Wognin (1873–1946)      | Oktavia Maria Josefina Karolina Chotkowa von Chotkow und Wognin (1873–1946)      | Oktavia Maria Josefina Karolina Chotkowa von Chotkow und Wognin (1873–1946)      |  |  | Joachim Maria Joseph Franz de Paula Anton Alfred Alfons von Schönburg-Glauchau | Joachim Maria Joseph Franz de Paula Anton Alfred Alfons von Schönburg-Glauchau | Joachim Maria Joseph Franz de Paula Anton Alfred Alfons von Schönburg-Glauchau | Joachim Maria Joseph Franz de Paula Anton Alfred Alfons von Schönburg-Glauchau | Joachim Maria Joseph Franz de Paula Anton Alfred Alfons von Schönburg-Glauchau | Joachim Maria Joseph Franz de Paula Anton Alfred Alfons von Schönburg-Glauchau |
| | | | | | |  |  |                                                                                         |                                                                                         |                                                                                         |                                                                                         |                                                                                         |                                                                                         |  |  | | | | | | |  |  |                                                                                |                                                                                |                                                                                |                                                                                |                                                                                |                                                                                |  |  |                                                                                      |                                                                                      |                                                                                      |                                                                                      |                                                                                      |                                                                                      |  |  |                                                                                  |                                                                                  |                                                                                  |                                                                                  |                                                                                  |                                                                                  |  |  |                                                                                |                                                                                |                                                                                |                                                                                |                                                                                |                                                                                |
| | | | | | |  |  |                                                                                         |                                                                                         |                                                                                         |                                                                                         |                                                                                         |                                                                                         |  |  | | | | | | |  |  |                                                                                |                                                                                |                                                                                |                                                                                |                                                                                |                                                                                |  |  |                                                                                      |                                                                                      |                                                                                      |                                                                                      |                                                                                      |                                                                                      |  |  |                                                                                  |                                                                                  |                                                                                  |                                                                                  |                                                                                  |                                                                                  |  |  |                                                                                |                                                                                |                                                                                |                                                                                |                                                                                |                                                                                |
| | | | | | |  |  |                                                                                         |                                                                                         |                                                                                         |                                                                                         |                                                                                         |                                                                                         |  |  | Maria Antonia Josefa Karolina Sofie Bonifacia Nepomucena Chotkowa von Chotkow und Wognin (1874–1930)              | Maria Antonia Josefa Karolina Sofie Bonifacia Nepomucena Chotkowa von Chotkow und Wognin (1874–1930)              | Maria Antonia Josefa Karolina Sofie Bonifacia Nepomucena Chotkowa von Chotkow und Wognin (1874–1930)              | Maria Antonia Josefa Karolina Sofie Bonifacia Nepomucena Chotkowa von Chotkow und Wognin (1874–1930)              | Maria Antonia Josefa Karolina Sofie Bonifacia Nepomucena Chotkowa von Chotkow und Wognin (1874–1930)              | Maria Antonia Josefa Karolina Sofie Bonifacia Nepomucena Chotkowa von Chotkow und Wognin (1874–1930)              |  |  | Carl Adam Ludwig Johann Traugott von Wuthenau-Hohenthurm                       | Carl Adam Ludwig Johann Traugott von Wuthenau-Hohenthurm                       | Carl Adam Ludwig Johann Traugott von Wuthenau-Hohenthurm                       | Carl Adam Ludwig Johann Traugott von Wuthenau-Hohenthurm                       | Carl Adam Ludwig Johann Traugott von Wuthenau-Hohenthurm                       | Carl Adam Ludwig Johann Traugott von Wuthenau-Hohenthurm                       |  |  | Marie Henriette Leopoldina Chotkowa von Chotkow und Wognin (1880–1964)               | Marie Henriette Leopoldina Chotkowa von Chotkow und Wognin (1880–1964)               | Marie Henriette Leopoldina Chotkowa von Chotkow und Wognin (1880–1964)               | Marie Henriette Leopoldina Chotkowa von Chotkow und Wognin (1880–1964)               | Marie Henriette Leopoldina Chotkowa von Chotkow und Wognin (1880–1964)               | Marie Henriette Leopoldina Chotkowa von Chotkow und Wognin (1880–1964)               |  |  | Leopold Abraham Maria von Nostitz-Rieneck                                        | Leopold Abraham Maria von Nostitz-Rieneck                                        | Leopold Abraham Maria von Nostitz-Rieneck                                        | Leopold Abraham Maria von Nostitz-Rieneck                                        | Leopold Abraham Maria von Nostitz-Rieneck                                        | Leopold Abraham Maria von Nostitz-Rieneck                                        |  |  |                                                                                |                                                                                |                                                                                |                                                                                |                                                                                |                                                                                |
| | | | | | |  |  |                                                                                         |                                                                                         |                                                                                         |                                                                                         |                                                                                         |                                                                                         |  |  | Maria Antonia Josefa Karolina Sofie Bonifacia Nepomucena Chotkowa von Chotkow und Wognin (1874–1930)              | Maria Antonia Josefa Karolina Sofie Bonifacia Nepomucena Chotkowa von Chotkow und Wognin (1874–1930)              | Maria Antonia Josefa Karolina Sofie Bonifacia Nepomucena Chotkowa von Chotkow und Wognin (1874–1930)              | Maria Antonia Josefa Karolina Sofie Bonifacia Nepomucena Chotkowa von Chotkow und Wognin (1874–1930)              | Maria Antonia Josefa Karolina Sofie Bonifacia Nepomucena Chotkowa von Chotkow und Wognin (1874–1930)              | Maria Antonia Josefa Karolina Sofie Bonifacia Nepomucena Chotkowa von Chotkow und Wognin (1874–1930)              |  |  | Carl Adam Ludwig Johann Traugott von Wuthenau-Hohenthurm                       | Carl Adam Ludwig Johann Traugott von Wuthenau-Hohenthurm                       | Carl Adam Ludwig Johann Traugott von Wuthenau-Hohenthurm                       | Carl Adam Ludwig Johann Traugott von Wuthenau-Hohenthurm                       | Carl Adam Ludwig Johann Traugott von Wuthenau-Hohenthurm                       | Carl Adam Ludwig Johann Traugott von Wuthenau-Hohenthurm                       |  |  | Marie Henriette Leopoldina Chotkowa von Chotkow und Wognin (1880–1964)               | Marie Henriette Leopoldina Chotkowa von Chotkow und Wognin (1880–1964)               | Marie Henriette Leopoldina Chotkowa von Chotkow und Wognin (1880–1964)               | Marie Henriette Leopoldina Chotkowa von Chotkow und Wognin (1880–1964)               | Marie Henriette Leopoldina Chotkowa von Chotkow und Wognin (1880–1964)               | Marie Henriette Leopoldina Chotkowa von Chotkow und Wognin (1880–1964)               |  |  | Leopold Abraham Maria von Nostitz-Rieneck                                        | Leopold Abraham Maria von Nostitz-Rieneck                                        | Leopold Abraham Maria von Nostitz-Rieneck                                        | Leopold Abraham Maria von Nostitz-Rieneck                                        | Leopold Abraham Maria von Nostitz-Rieneck                                        | Leopold Abraham Maria von Nostitz-Rieneck                                        |  |  |                                                                                |                                                                                |                                                                                |                                                                                |                                                                                |                                                                                |
| | | | | | |  |  |                                                                                         |                                                                                         |                                                                                         |                                                                                         |                                                                                         |                                                                                         |  |  | | | | | | |  |  |                                                                                |                                                                                |                                                                                |                                                                                |                                                                                |                                                                                |  |  |                                                                                      |                                                                                      |                                                                                      |                                                                                      |                                                                                      |                                                                                      |  |  |                                                                                  |                                                                                  |                                                                                  |                                                                                  |                                                                                  |                                                                                  |  |  |                                                                                |                                                                                |                                                                                |                                                                                |                                                                                |                                                                                |

### Nachkommen des Hermann Chotek
Beginnend mit: Hermann Chotek von Chotkow (1786–1822), kaiserlich königlicher Kämmerer und Oberst, verehelicht mit Henriette Gräfin Brunsvik von Korompa (* 1789, † 1857), einem Besitz in der Slowakei.
| | | | | | |  |  |                                                                |                                                                |                                                                |                                                                |                                                                |                                                                |  |  | Herman Chotek von Chotkow und Wognin (1786–1822)                             | Herman Chotek von Chotkow und Wognin (1786–1822)                             | Herman Chotek von Chotkow und Wognin (1786–1822)                             | Herman Chotek von Chotkow und Wognin (1786–1822)                             | Herman Chotek von Chotkow und Wognin (1786–1822)                             | Herman Chotek von Chotkow und Wognin (1786–1822)                             |  |  | Henrietta Brunswick von Korompa                          | Henrietta Brunswick von Korompa                          | Henrietta Brunswick von Korompa                          | Henrietta Brunswick von Korompa                          | Henrietta Brunswick von Korompa                          | Henrietta Brunswick von Korompa                          |  |  |                                                                           |                                                                           |                                                                           |                                                                           |                                                                           |                                                                           |  |  |                                                                   |                                                                   |                                                                   |                                                                   |                                                                   |                                                                   |
| | | | | | |  |  |                                                                |                                                                |                                                                |                                                                |                                                                |                                                                |  |  | Herman Chotek von Chotkow und Wognin (1786–1822)                             | Herman Chotek von Chotkow und Wognin (1786–1822)                             | Herman Chotek von Chotkow und Wognin (1786–1822)                             | Herman Chotek von Chotkow und Wognin (1786–1822)                             | Herman Chotek von Chotkow und Wognin (1786–1822)                             | Herman Chotek von Chotkow und Wognin (1786–1822)                             |  |  | Henrietta Brunswick von Korompa                          | Henrietta Brunswick von Korompa                          | Henrietta Brunswick von Korompa                          | Henrietta Brunswick von Korompa                          | Henrietta Brunswick von Korompa                          | Henrietta Brunswick von Korompa                          |  |  |                                                                           |                                                                           |                                                                           |                                                                           |                                                                           |                                                                           |  |  |                                                                   |                                                                   |                                                                   |                                                                   |                                                                   |                                                                   |
| | | | | | |  |  |                                                                |                                                                |                                                                |                                                                |                                                                |                                                                |  |  |                                                                              |                                                                              |                                                                              |                                                                              |                                                                              |                                                                              |  |  |                                                          |                                                          |                                                          |                                                          |                                                          |                                                          |  |  |                                                                           |                                                                           |                                                                           |                                                                           |                                                                           |                                                                           |  |  |                                                                   |                                                                   |                                                                   |                                                                   |                                                                   |                                                                   |
| | | | | | |  |  |                                                                |                                                                |                                                                |                                                                |                                                                |                                                                |  |  |                                                                              |                                                                              |                                                                              |                                                                              |                                                                              |                                                                              |  |  |                                                          |                                                          |                                                          |                                                          |                                                          |                                                          |  |  |                                                                           |                                                                           |                                                                           |                                                                           |                                                                           |                                                                           |  |  |                                                                   |                                                                   |                                                                   |                                                                   |                                                                   |                                                                   |
| | | | | | |  |  | Hermina Chotkowa von Chotkow und Wognin (1815–1882)            | Hermina Chotkowa von Chotkow und Wognin (1815–1882)            | Hermina Chotkowa von Chotkow und Wognin (1815–1882)            | Hermina Chotkowa von Chotkow und Wognin (1815–1882)            | Hermina Chotkowa von Chotkow und Wognin (1815–1882)            | Hermina Chotkowa von Chotkow und Wognin (1815–1882)            |  |  | Franz Maria Johann Folliot de Crenneville-Poutet                             | Franz Maria Johann Folliot de Crenneville-Poutet                             | Franz Maria Johann Folliot de Crenneville-Poutet                             | Franz Maria Johann Folliot de Crenneville-Poutet                             | Franz Maria Johann Folliot de Crenneville-Poutet                             | Franz Maria Johann Folliot de Crenneville-Poutet                             |  |  | Otto Ferdinand Chotek von Chotkow und Wognin (1816–1889) | Otto Ferdinand Chotek von Chotkow und Wognin (1816–1889) | Otto Ferdinand Chotek von Chotkow und Wognin (1816–1889) | Otto Ferdinand Chotek von Chotkow und Wognin (1816–1889) | Otto Ferdinand Chotek von Chotkow und Wognin (1816–1889) | Otto Ferdinand Chotek von Chotkow und Wognin (1816–1889) |  |  | Rudolf Chotek von Chotkow und Wognin (1822–1923)                          | Rudolf Chotek von Chotkow und Wognin (1822–1923)                          | Rudolf Chotek von Chotkow und Wognin (1822–1923)                          | Rudolf Chotek von Chotkow und Wognin (1822–1923)                          | Rudolf Chotek von Chotkow und Wognin (1822–1923)                          | Rudolf Chotek von Chotkow und Wognin (1822–1923)                          |  |  | Maria Antonie Eleonore Christiane Hedwig von Khevenhueller-Metsch | Maria Antonie Eleonore Christiane Hedwig von Khevenhueller-Metsch | Maria Antonie Eleonore Christiane Hedwig von Khevenhueller-Metsch | Maria Antonie Eleonore Christiane Hedwig von Khevenhueller-Metsch | Maria Antonie Eleonore Christiane Hedwig von Khevenhueller-Metsch | Maria Antonie Eleonore Christiane Hedwig von Khevenhueller-Metsch |
| | | | | | |  |  | Hermina Chotkowa von Chotkow und Wognin (1815–1882)            | Hermina Chotkowa von Chotkow und Wognin (1815–1882)            | Hermina Chotkowa von Chotkow und Wognin (1815–1882)            | Hermina Chotkowa von Chotkow und Wognin (1815–1882)            | Hermina Chotkowa von Chotkow und Wognin (1815–1882)            | Hermina Chotkowa von Chotkow und Wognin (1815–1882)            |  |  | Franz Maria Johann Folliot de Crenneville-Poutet                             | Franz Maria Johann Folliot de Crenneville-Poutet                             | Franz Maria Johann Folliot de Crenneville-Poutet                             | Franz Maria Johann Folliot de Crenneville-Poutet                             | Franz Maria Johann Folliot de Crenneville-Poutet                             | Franz Maria Johann Folliot de Crenneville-Poutet                             |  |  | Otto Ferdinand Chotek von Chotkow und Wognin (1816–1889) | Otto Ferdinand Chotek von Chotkow und Wognin (1816–1889) | Otto Ferdinand Chotek von Chotkow und Wognin (1816–1889) | Otto Ferdinand Chotek von Chotkow und Wognin (1816–1889) | Otto Ferdinand Chotek von Chotkow und Wognin (1816–1889) | Otto Ferdinand Chotek von Chotkow und Wognin (1816–1889) |  |  | Rudolf Chotek von Chotkow und Wognin (1822–1923)                          | Rudolf Chotek von Chotkow und Wognin (1822–1923)                          | Rudolf Chotek von Chotkow und Wognin (1822–1923)                          | Rudolf Chotek von Chotkow und Wognin (1822–1923)                          | Rudolf Chotek von Chotkow und Wognin (1822–1923)                          | Rudolf Chotek von Chotkow und Wognin (1822–1923)                          |  |  | Maria Antonie Eleonore Christiane Hedwig von Khevenhueller-Metsch | Maria Antonie Eleonore Christiane Hedwig von Khevenhueller-Metsch | Maria Antonie Eleonore Christiane Hedwig von Khevenhueller-Metsch | Maria Antonie Eleonore Christiane Hedwig von Khevenhueller-Metsch | Maria Antonie Eleonore Christiane Hedwig von Khevenhueller-Metsch | Maria Antonie Eleonore Christiane Hedwig von Khevenhueller-Metsch |
| | | | | | |  |  |                                                                |                                                                |                                                                |                                                                |                                                                |                                                                |  |  |                                                                              |                                                                              |                                                                              |                                                                              |                                                                              |                                                                              |  |  |                                                          |                                                          |                                                          |                                                          |                                                          |                                                          |  |  |                                                                           |                                                                           |                                                                           |                                                                           |                                                                           |                                                                           |  |  |                                                                   |                                                                   |                                                                   |                                                                   |                                                                   |                                                                   |
| | | | | | |  |  |                                                                |                                                                |                                                                |                                                                |                                                                |                                                                |  |  |                                                                              |                                                                              |                                                                              |                                                                              |                                                                              |                                                                              |  |  |                                                          |                                                          |                                                          |                                                          |                                                          |                                                          |  |  |                                                                           |                                                                           |                                                                           |                                                                           |                                                                           |                                                                           |  |  |                                                                   |                                                                   |                                                                   |                                                                   |                                                                   |                                                                   |
| Henrieta Hermina Rudolfina Ferdinanda Marie Antonie Anna Chotkowa von Chotkow und Wognin, Stiftsdame (1863–1946) | Henrieta Hermina Rudolfina Ferdinanda Marie Antonie Anna Chotkowa von Chotkow und Wognin, Stiftsdame (1863–1946) | Henrieta Hermina Rudolfina Ferdinanda Marie Antonie Anna Chotkowa von Chotkow und Wognin, Stiftsdame (1863–1946) | Henrieta Hermina Rudolfina Ferdinanda Marie Antonie Anna Chotkowa von Chotkow und Wognin, Stiftsdame (1863–1946) | Henrieta Hermina Rudolfina Ferdinanda Marie Antonie Anna Chotkowa von Chotkow und Wognin, Stiftsdame (1863–1946) | Henrieta Hermina Rudolfina Ferdinanda Marie Antonie Anna Chotkowa von Chotkow und Wognin, Stiftsdame (1863–1946) |  |  | Anna Marie Teresia Chotkowa von Chotkow und Wognin (1865–1882) | Anna Marie Teresia Chotkowa von Chotkow und Wognin (1865–1882) | Anna Marie Teresia Chotkowa von Chotkow und Wognin (1865–1882) | Anna Marie Teresia Chotkowa von Chotkow und Wognin (1865–1882) | Anna Marie Teresia Chotkowa von Chotkow und Wognin (1865–1882) | Anna Marie Teresia Chotkowa von Chotkow und Wognin (1865–1882) |  |  | Gabriela Edmundine Antonie Marie Chotkowa von Chotkow und Wognin (1868–1933) | Gabriela Edmundine Antonie Marie Chotkowa von Chotkow und Wognin (1868–1933) | Gabriela Edmundine Antonie Marie Chotkowa von Chotkow und Wognin (1868–1933) | Gabriela Edmundine Antonie Marie Chotkowa von Chotkow und Wognin (1868–1933) | Gabriela Edmundine Antonie Marie Chotkowa von Chotkow und Wognin (1868–1933) | Gabriela Edmundine Antonie Marie Chotkowa von Chotkow und Wognin (1868–1933) |  |  | Maria Franz Dominik Karl von Schönborn                   | Maria Franz Dominik Karl von Schönborn                   | Maria Franz Dominik Karl von Schönborn                   | Maria Franz Dominik Karl von Schönborn                   | Maria Franz Dominik Karl von Schönborn                   | Maria Franz Dominik Karl von Schönborn                   |  |  | Rudolf Otto Herman Josef Maria Chotkow von Chotkow und Wognín (1870–1921) | Rudolf Otto Herman Josef Maria Chotkow von Chotkow und Wognín (1870–1921) | Rudolf Otto Herman Josef Maria Chotkow von Chotkow und Wognín (1870–1921) | Rudolf Otto Herman Josef Maria Chotkow von Chotkow und Wognín (1870–1921) | Rudolf Otto Herman Josef Maria Chotkow von Chotkow und Wognín (1870–1921) | Rudolf Otto Herman Josef Maria Chotkow von Chotkow und Wognín (1870–1921) |  |  | Irma Marie Ráday De Ráda                                          | Irma Marie Ráday De Ráda                                          | Irma Marie Ráday De Ráda                                          | Irma Marie Ráday De Ráda                                          | Irma Marie Ráday De Ráda                                          | Irma Marie Ráday De Ráda                                          |
| Henrieta Hermina Rudolfina Ferdinanda Marie Antonie Anna Chotkowa von Chotkow und Wognin, Stiftsdame (1863–1946) | Henrieta Hermina Rudolfina Ferdinanda Marie Antonie Anna Chotkowa von Chotkow und Wognin, Stiftsdame (1863–1946) | Henrieta Hermina Rudolfina Ferdinanda Marie Antonie Anna Chotkowa von Chotkow und Wognin, Stiftsdame (1863–1946) | Henrieta Hermina Rudolfina Ferdinanda Marie Antonie Anna Chotkowa von Chotkow und Wognin, Stiftsdame (1863–1946) | Henrieta Hermina Rudolfina Ferdinanda Marie Antonie Anna Chotkowa von Chotkow und Wognin, Stiftsdame (1863–1946) | Henrieta Hermina Rudolfina Ferdinanda Marie Antonie Anna Chotkowa von Chotkow und Wognin, Stiftsdame (1863–1946) |  |  | Anna Marie Teresia Chotkowa von Chotkow und Wognin (1865–1882) | Anna Marie Teresia Chotkowa von Chotkow und Wognin (1865–1882) | Anna Marie Teresia Chotkowa von Chotkow und Wognin (1865–1882) | Anna Marie Teresia Chotkowa von Chotkow und Wognin (1865–1882) | Anna Marie Teresia Chotkowa von Chotkow und Wognin (1865–1882) | Anna Marie Teresia Chotkowa von Chotkow und Wognin (1865–1882) |  |  | Gabriela Edmundine Antonie Marie Chotkowa von Chotkow und Wognin (1868–1933) | Gabriela Edmundine Antonie Marie Chotkowa von Chotkow und Wognin (1868–1933) | Gabriela Edmundine Antonie Marie Chotkowa von Chotkow und Wognin (1868–1933) | Gabriela Edmundine Antonie Marie Chotkowa von Chotkow und Wognin (1868–1933) | Gabriela Edmundine Antonie Marie Chotkowa von Chotkow und Wognin (1868–1933) | Gabriela Edmundine Antonie Marie Chotkowa von Chotkow und Wognin (1868–1933) |  |  | Maria Franz Dominik Karl von Schönborn                   | Maria Franz Dominik Karl von Schönborn                   | Maria Franz Dominik Karl von Schönborn                   | Maria Franz Dominik Karl von Schönborn                   | Maria Franz Dominik Karl von Schönborn                   | Maria Franz Dominik Karl von Schönborn                   |  |  | Rudolf Otto Herman Josef Maria Chotkow von Chotkow und Wognín (1870–1921) | Rudolf Otto Herman Josef Maria Chotkow von Chotkow und Wognín (1870–1921) | Rudolf Otto Herman Josef Maria Chotkow von Chotkow und Wognín (1870–1921) | Rudolf Otto Herman Josef Maria Chotkow von Chotkow und Wognín (1870–1921) | Rudolf Otto Herman Josef Maria Chotkow von Chotkow und Wognín (1870–1921) | Rudolf Otto Herman Josef Maria Chotkow von Chotkow und Wognín (1870–1921) |  |  | Irma Marie Ráday De Ráda                                          | Irma Marie Ráday De Ráda                                          | Irma Marie Ráday De Ráda                                          | Irma Marie Ráday De Ráda                                          | Irma Marie Ráday De Ráda                                          | Irma Marie Ráday De Ráda                                          |